# Skansen
Skansen är ett stiftelseägt svenskt friluftsmuseum med djurpark på Djurgården i Stockholm, grundat av Artur Hazelius, och är belägen inom Kungliga nationalstadsparken. Skansen invigdes den 11 oktober 1891. Namnet kommer från den skans som Karl XIV Johan lät uppföra åt sin son Oscar I att användas som lekplats, denna skans låg intill nuvarande Håsjöstapeln. På Skansen finns 2024 cirka 140 byggnader från Skandinavien, varav den äldsta är Vastveitloftet från 1300-talet.

## Ägare och finansiering
Skansen gick med god vinst de första femtio åren och finansierade bland annat byggnation och drift av Nordiska museet. Skansen övergick den 1 juli 1963 till att bli en stiftelse, Stiftelsen Skansen, med Kungliga Majestät och kronan, Stockholms stad och Nordiska museet som stiftare. Skansen regleras genom urkunden och "Stadgar för Stiftelsen Skansen", vilka fastställdes av regeringen den 15 april 1993. Stiftelsen Skansen har ingen verklig huvudman. Stiftelsen äger sig själv och verksamheten styrs av Skansens styrelse där vd ingår. 
Skansen finansieras av entréintäkter, donationer från företag, privatpersoner och stiftelser samt genom bidrag från Kulturdepartementet. Under 2022 beviljades Stiftelsen Skansen 90-konto och blev medlem i Giva Sverige. Stiftelsen Skansen är en religiöst och partipolitiskt obunden verksamhet.

## Historia

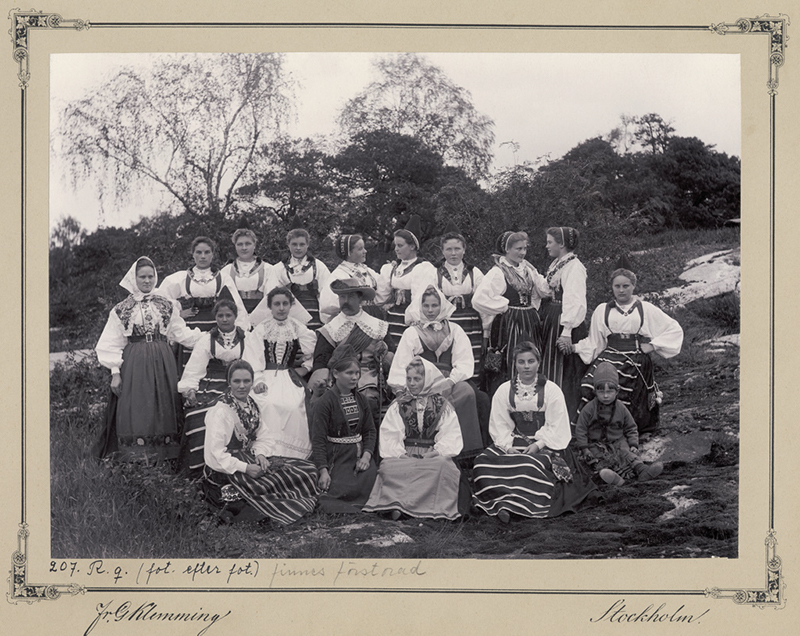
Personalen på Skansen, 1896.

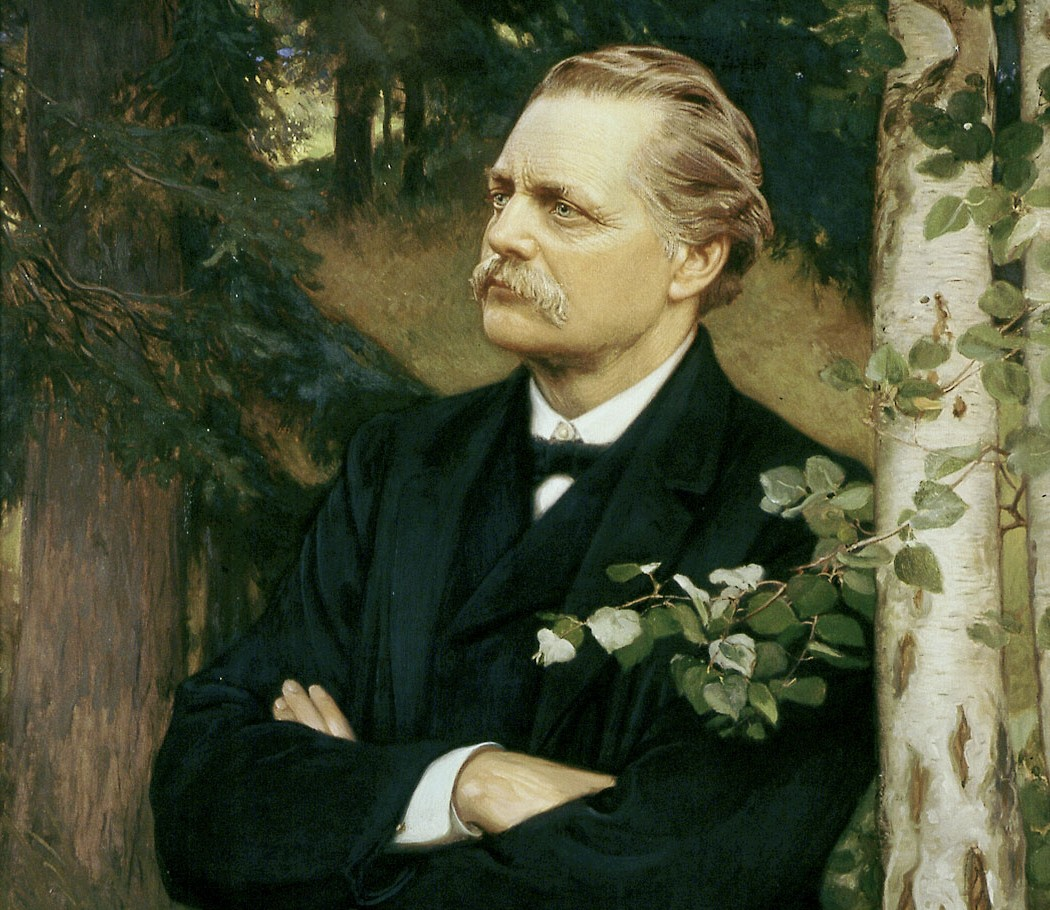
Artur Hazelius, Skansens första direktör, målad av Julius Kronberg.

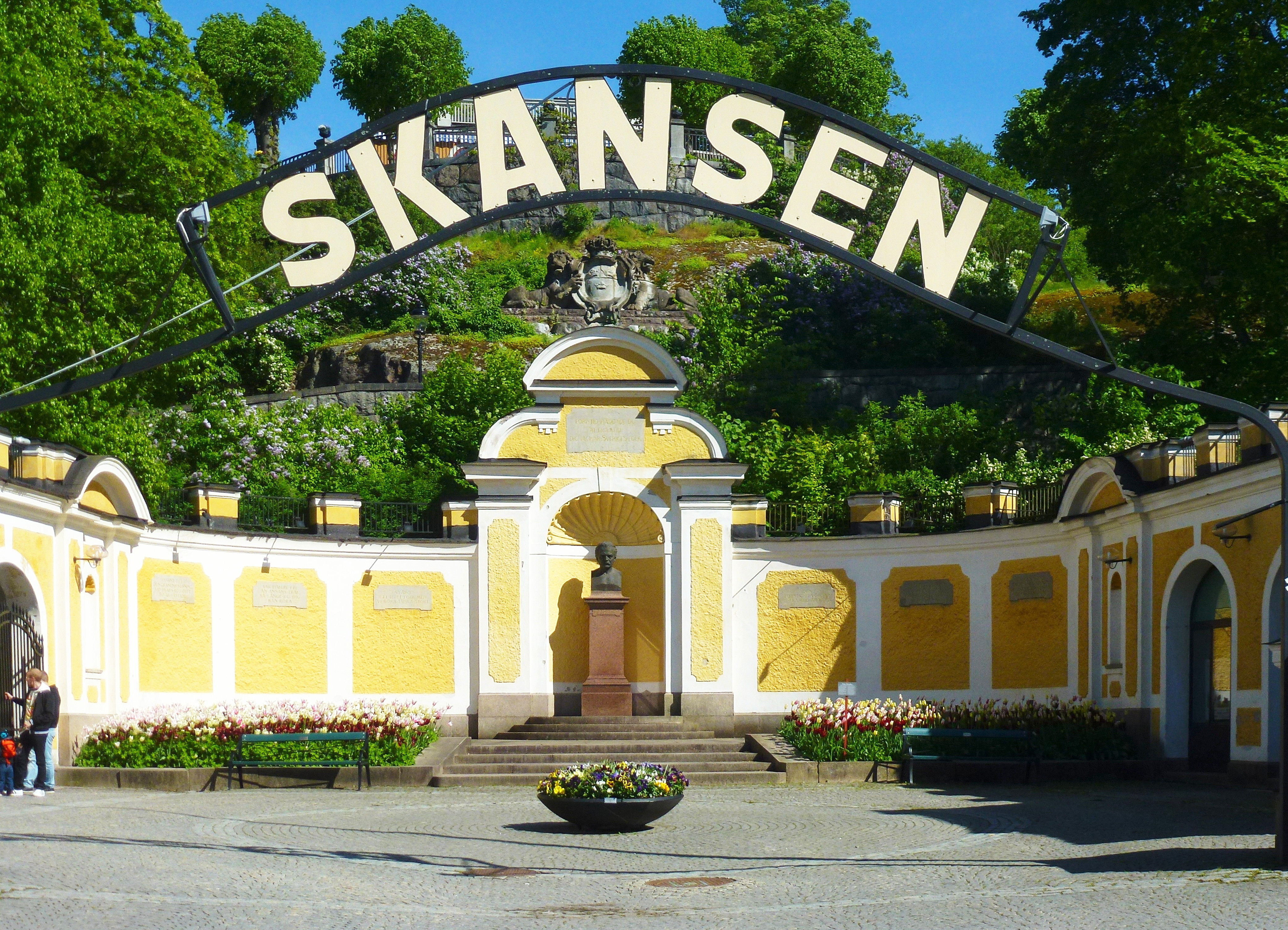
Den äldre Hazeliusporten.

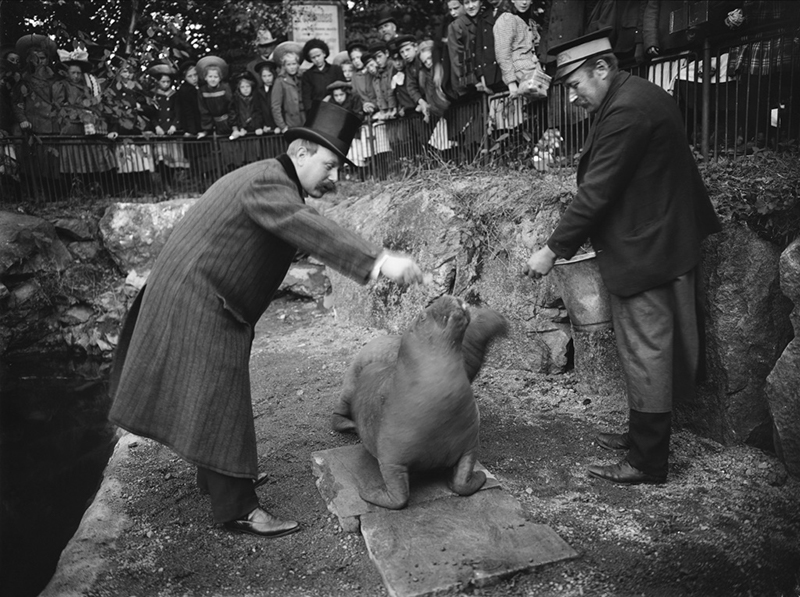
Valrossarna på Skansen matas av djurskötare och den nytillsatte chefen Alarik Behm iklädd paletå och hög hatt, 1908.

Skansens grundare Artur Hazelius var orolig för att svensk folkkultur skulle gå förlorad, och han gjorde sommaren 1872 en insamlingsresa, från vilken han återvände med föremål, folkminnen och litteratur. Samlingarna visades på Drottninggatan 71 (i Davidsons paviljonger) i Stockholm, då under namnet ”Skandinavisk-Etnografiska samlingen”. Samlingarna växte snabbt och Hazelius erbjöd svenska staten samlingarna som gåva, innan han 1880 grundade den stiftelse som fick namnet "Nordiska museet" vilken hade en byggnadsfond för uppförandet av en museibyggnad för att ersätta de trånga lokalerna på Drottninggatan. En tomt på Lejonslätten uppläts av kungen och där restes Nordiska museet för att bevara och visa samlingarna. Samma år hade Hazelius besökt och  inspirerats av godsägaren och riksdagsmannen Alfred Bexell i Halland, som redan på 1870-talet med alla inventarier inköpt, flyttat och som landets första  friluftsmuseum bevarat den s.k. Bålastugan, ett ålderdomligt allmogehem från 1700-talet. Denna är idag en del av Varbergs museum.
Nästa steg för Hazelius var att förvärva ett större markområde där hela byggnader kunde bevaras för framtiden. Detta kom att bli Skansen, men Nordiska museet och Skansen var en och samma institution fram till 1 juli 1963, då Skansen blev en egen stiftelse. Mer än 30 000 föremål på Skansen tillhör egentligen Nordiska museet men är placerade som en evighetslång deposition på Skansen.
Det första området omfattade marken på Skansenberget kring Bollnästorget och Fågeldammarna med ingång via Hazeliusporten, totalt 29 493 m². 
År 1892 utökades området med Belvedere kring Bredablick, 174 411 m², och området blev då mer än sex gånger så stort. Ytterligare markförvärv har gjorts under årets lopp, och området omfattar idag 30 hektar. 
Den 17 juni 1911 klockan 19.30 startades Skansens Friluftsteater, då teaterpjäsen Värmlänningarna uppfördes.
Den 27 november 2020 stängde Skansen, för första gången på 129 år, på grund av dålig ekonomi till följd av den pågående Coronaviruspandemin.

## Avdelningar och evenemang

### Skansens naturhistoriska avdelning
År 1850 hade Stockholms Tivoli grundats nere på Djurgårdsslätten, med flera teatrar och utskänkningslokaler. Tivolit hade också ett menageri, där man höll djur i mindre burar, vilket allt tillsammans blev ett av Stockholms mest attraktiva nöjesmål, och för Hazelius utgjorde konkurrens, även om Skansen hade en del djur. 
Skansen övertog år 1894 en komplett akvarieutställning, med akvarier, fiskar och maskiner. Det var Johan Flors 1891 invigda Stockholms Aqvarium, vilket Flor inte önskade driva vidare. I januari 1895 öppnades akvarieutställningen med 35 arter reptiler fiskar och kräftdjur i Sagaliden med djurvårdare Nordenfelt som ansvarig skötare.
Redan när Skansen öppnade 1891 fanns det djur på det egna området; renar, lapphundar, höns, gäss och ankor tillsammans med två getter utgjorde djurbeståndet det första året. Under kommande åren införskaffades flera djurarter, en hel del exotiska som valross, näsbjörn och axishjort. 
Efter att Skansen år 1901 köpt in det nedre området som tidigare tillhörde Stockholms Tivoli och sträckte sig från nuvarande huvudingången till Galejan och Sollidsporten, tillfördes fler arter från Tivolits menageri som brunbjörnhonan Maja med ursprung från Värmland och isbjörnshannen Prinsen från Nordpolen..
Samma år, 1901, blev Alarik Behm biträdande föreståndare för Skansen, och Behm var sedan chef för Skansens naturhistoriska avdelning 1907-1937. 1937 blev Carl Fries avdelningschef, och han efterträddes 1953 av Kai Curry-Lindahl, som blev den siste chefen för Skansens naturhistoriska avdelning, vilken vid hans frånträde bytte namn.

### Skansens zoologiska avdelning
I samband att zoologen Pelle Palm 1975 efterträdde Kai Curry-Lindahl som djurchef på Skansen, ändrades djuravdelningens namn från Skansens naturhistoriska avdelning till Skansens zoologiska avdelning.
Skansen räknades som djurpark från 1924 då Grillska donationen och Knut och Alice Wallenbergs fond
tillförde det nödvändiga kapitalet som krävdes för att år 1924 kunna bygga det dåvarande aphuset, det s.k. Djurhuset *(numera privatägda Skansen-akvariet nedanför restaurang Solliden), varpå Skansen uppnådde det artantal som då krävdes för att få räknas som djurpark. Det exotiska djurbeståndet innehöll alltifrån babianer, gibbonner och mindre apor, till papegojor, sköldpaddor, och akvariefiskar. Djurhuset blev ett eldorado för generationer av djurintresserade, som med sin närhet till djuren, med ljud och dofter gav ett intryck av att man befann sig i en djungel. Efter att 1:e djurvårdare Sven Rydh pensionerats efterträddes han av Helmut Pinter (1924-2017) vilken ansvarade för skötseln av primaterna på Skansen mellan 1965 och 1984, även i den nya aphuset.
Elefanter hade hållits på Tivolit sedan 1860-talet, de hade varit en stor attraktion, och sommaren 1930 lånade Skansen in en elefant från Hagenbecks djurpark, som besökarna fick rida på. Det blev en stor succé, som dessutom gav en bra vinst, och man beslutade att köpa en egen elefant. År 1932 inköptes den asiatiska elefantkon Rani, på Skansen omdöpt till Lunkentuss. 1939 anlände elefanten Bambina från Hagenbecks djurpark, som följdes av Fatima 1950. Strax efter att ett nytt elefanthus byggts anlände Nika 1960, Noi kom 1967 och Skansens sista elefant Shiva kom 1984, men innan dess hade Lunkentuss dött 1941, Bambina dött 1967, Fatima sålts 1972, och Noi sålts 1981. . 1:e elefantskötare Sven Borg (1907-1998) ansvarade för skötseln av elefanterna på Skansen mellan 1932 och 1976,  och under hans ledning red hundratusentals barn på Skansens elefanter Lunkentuss och Bambina. Elefantridningen avvecklades 1957.
Från 1960-talet hölls även pingviner och sjölejon på det nedre Galejanområdet, och i synnerhet sjölejonen var med sina konster en populär attraktion vid utfodringarna. Dessutom byggdes ett nytt aphus med två "apberg" utomhus, i ett för den tiden elegant betongkomplex utformat  av Stockholms stadsarkitekt Holger Blom. Dit flyttades under 60-talet schimpanser och gibboner, och det gamla djurhuset hyrdes ut till Jonas Wahlström, som tillsammans med konservatorn Birger Westblom startade upp ett ormterrarium, senare Skansen-Akvariet. Numer ingår även det "nya" aphuset i Skansen-Akvariet.
Sjölejonen såldes i början av 1980-talet och pingvinerna i slutet av decenniet, och där hölls sedan en tid flamingos.
Elefanthuset på Skansen ansågs med tiden för litet eftersom Lantbruksstyrelsen  och senare Jordbruksverket krävde större och större ytor för djurparksdjur. Sedan 1980-talet hölls elefanterna på dispens för fallerande 14 kvadratmeter eftersom ytorna inte motsvarade kraven på 100 kvadratmeter, och Skansen måste bygga ett nytt hus och utomhushägn för få att fortsätta att hålla elefanter. 1:e elefantskötare Dan Köhl ansvarade för skötseln av elefanterna på Skansen mellan 1986 och 1992, och blev den siste med denna tjänst. Efter segslitna konflikter beslutade Skansens styrelse 1992 att elefanthållningen på Skansen skulle avvecklas, och de sista två av Skansens elefanter, Nika och Shiva, skänktes till en djurpark i England. Det gamla elefanthuset har sedan dess varit hem åt Colobus-apor.
Numera finns främst nordiska vilda djur och svenska lantraser av flera slag på Skansen. På det nedre området finns fortfarande ett fåtal exotiska djurarter kvar som colobusapa, mosambiksiska och astrilder. Skansens björnberg som ursprungligen uppfördes på 1930-talet återinvigdes efter om- och utbyggnad 1998 och håller idag endast brunbjörn. Vidare finns de större svenska rovdjuren som lodjur och järv. Även älg, vildsvin och utter kan ses på Skansen.
En stor voljär där lappuggla finns ligger intill björnberget, där publiken kan gå in i och se ugglorna utan nät emellan. Berguv har länge funnits på Skansen och över 50 ungar har släppts ut i naturen, de senare åren i samarbete med Skärgårdsstiftelsen. År 2016 invigdes en ny voljär där Vitryggig Hackspett skulle hållas. Syftet var att i samarbete med Svenska Naturskyddsföreningen föda upp ungar för att sätta ut i naturen samt informera allmänheten om arten och varför den är allvarligt utrotningshotad i Sverige. Projektet misslyckades och numera bor Skansens berguvar i hackspettarnas voljär. Skansen samarbetar med Svenska Fjällrävsprojektet (Stockholms universitet) för att bidra till fjällrävens bevarande. Skansen stöttar projektet genom att bidra med medel för fortsatt forskning och stödutfodring, med personal för samordning av fältarbeten samt genom att hålla en genetisk sund reservpopulation i djurparken och genom att visa fjällräv i parken och lära besökare om arten och dess behov av stöd. 
Den 22 november 2022 rymde Skansens två lappugglor, Percy och Barr. Ugglorna flög ut ur sin inhägnad och försvann efter att taket till hägnet brast av snötryck. Barr som var den äldre av de två ugglorna och far till Percy lämnade inte Skansen. Han kunde därför lockas tillbaka med hjälp av intränade signalljud och fångas samma dag. Percy kunde fångas några dagar senare efter att han observerades på Lidingö i Stockholm.
Skansen är medlem i Svenska Djurparksföreningen och den europeiska djurparksföreningen EAZA, samt den globala djurparksorganisationen WAZA och den globala miljö- och bevarandeorganisationen IUCN.
De svenska lantraser som finns i de kulturhistoriska miljöerna på Skansen är alla mer eller mindre hotade och ingår i de genbanker som upprättats för respektive djurras. Fjällnära ko, gutefår, åsenfår och jämtget är exempel på lantraser. Ett antal fjäderfän som skånegås och hedemorahöna tillhör även lantraserna som finns på Skansen.
I Skansens stall finns norsk fjordhäst, gotlandsruss och nordsvensk. Möjlighet till att åka vagn efter häst finns också. Hästarna används även för att köra brudpar som gifter sig i Seglora kyrka. I det så kallade russgiftet från Gotland finns även en del av Skansens russ.

### Visenter
Visenten är ett paraddjur för Skansen. Alarik Behm hade redan 1910 inskaffat den första visenten och 1918 föddes den första kalven, "Billa", på Skansen av kon "Bilma". Skansen kom spela en stor roll för att rädda arten från att dö ut. Två av de på 1920-talet identifierade återstående 54 individerna av arten i världen fanns på Skansen. Bilma och tjuren "Bill" är två av endast tolv så kallade "grundare" till dagens båda erkända avelslinjer, Låglandslinjen och Låglands-Kaukasuslinjen. Alarik Behm deltog bland annat som medgrundare 1924 i Internationale Gesellschaft zur Erhaltung des Wisents i de internationellt organiserade ansträngningarna att rädda arten från utrotning.
År 1929 överfördes visentkvigorna "Biserta" och "Biscaya" till det den nyetablerade avelsstationen Visentreservatet i Białowieża för att, tillsammans med andra importerade djur, återuppbygga en visentpopulation där. Senare följdes de av "Bilma" och "Björnson". Denna avel blev också framgångsrikt och ledde 1952 till ett först utsläpp i det fria i Białowieżaskogen.
Bidraget till återföring av visenter i det fria har fortsatt. År 2009 släpptes en Skansenfödd visent ut i naturen i ett reservat i Rumänien. 
Alla Skansens visenter har under senare år namn som börjar på "Sto", (till exempel Stocka, Stolle) för att skilja dem från visenter från andra ställen, medan t.ex. Avestas visenters namn börjar på "Av" (till exempel Avi).

### Lill-Skansen
Lill-Skansen är sedan 1955 barnens djurparksdel.  Dess målgrupp var mindre de mindre barnen och avdelningen drev verksamheten med mottot "Nu kan dina ungar få träffa våra ungar". Det låg först mellan utsiktstornet Bredablick och Bergsmansgården. 1971 flyttades Lill-Skansen till sin nuvarande plats. Ett helt nytt åretruntöppet Lill-Skansen öppnades våren 2012, med ett helt nytt koncept och flera nya arter. Förutom sällskapsdjur finns där även svenska vilda gnagare så som Skogssork och Dvärgmus och svenska reptiler och amfibier som snok och Grönfläckig padda. Utomhus finns en kontakthage med Afrikansk dvärgget och även minigris och Svensk blå anka. En genomgångsvoljär med papegojor där besökarna kan gå in till fåglarna är öppen under sommarhalvåret. Lill-Skansens symbol Lilla Kott passar djuren när inte djurvårdarna är där. Georg Riedel och Ulf Stark har skrivit en sång om Lilla Kott. På Lill-Skansen hålls lektioner för yngre skolbarn som då får lära sig mer om djur och natur och var maten kommer från.  

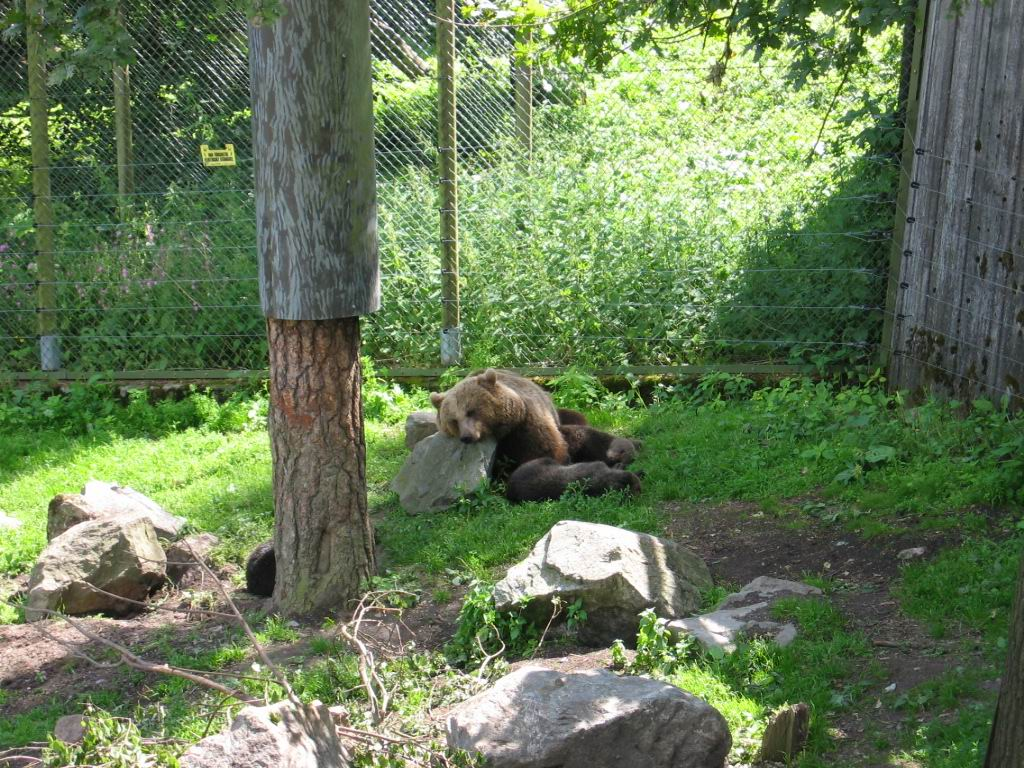
Brunbjörn.
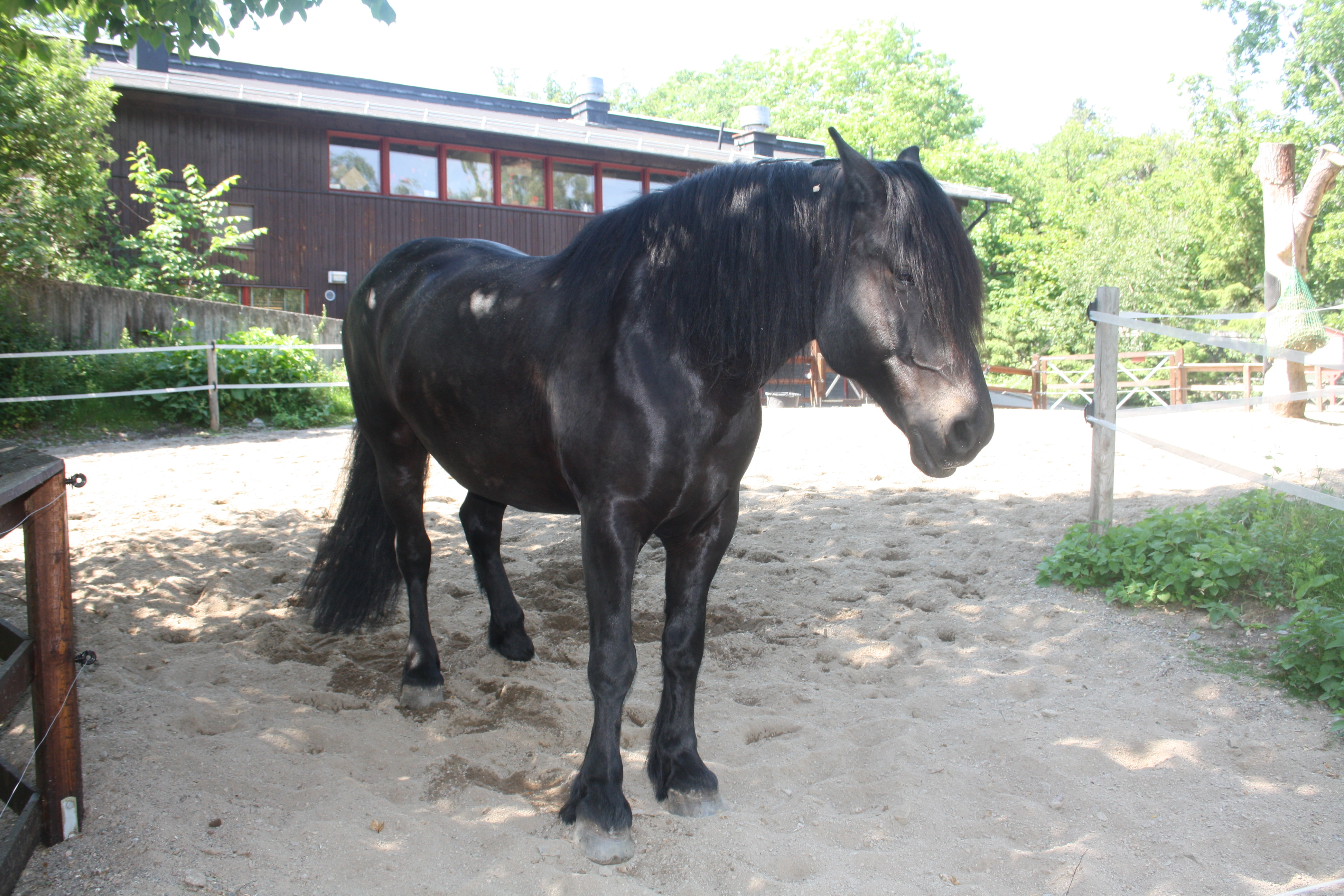
Häst framför häststallet.
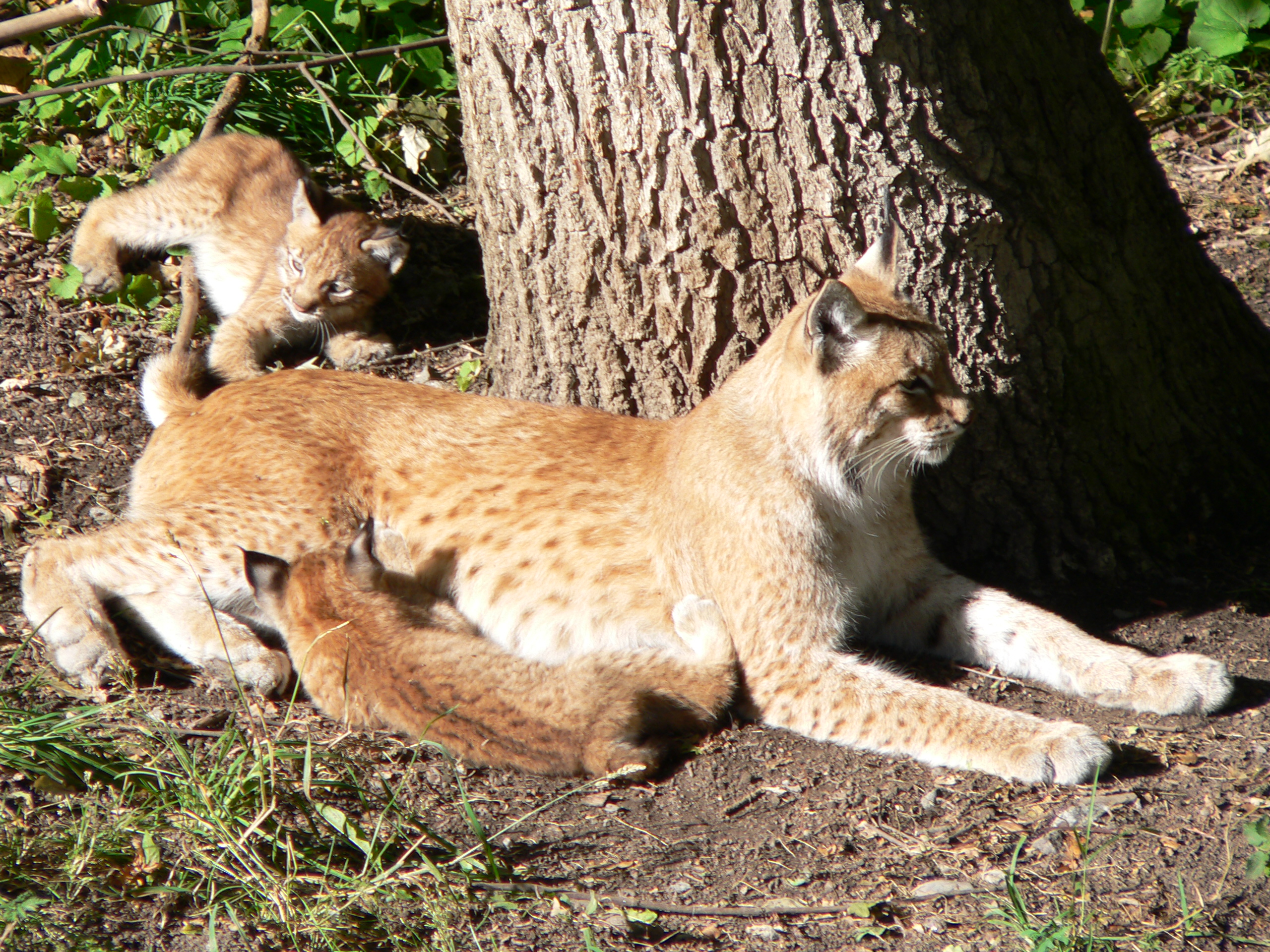
Lodjur med ungar.
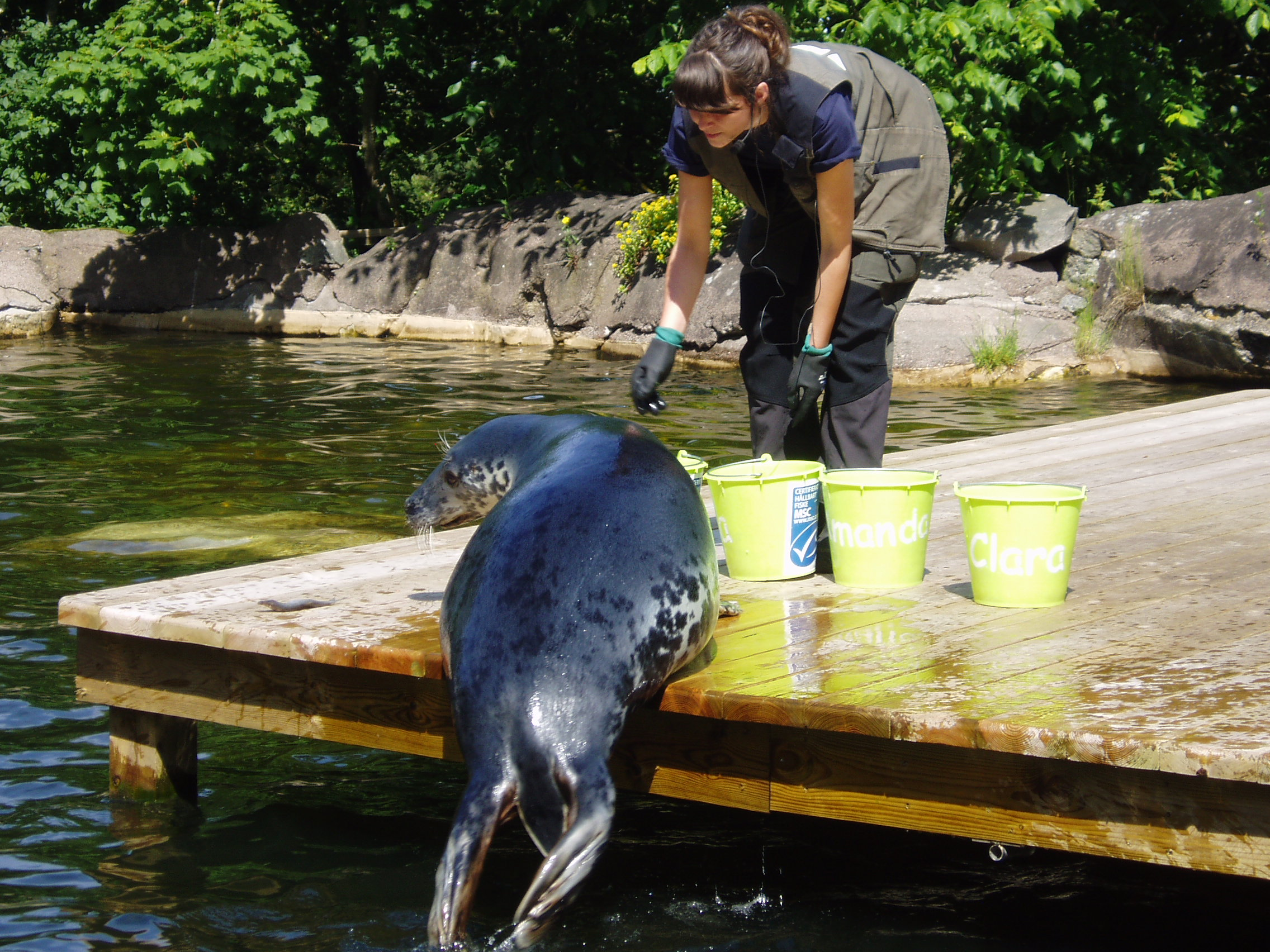
Utfodring av sälarna.
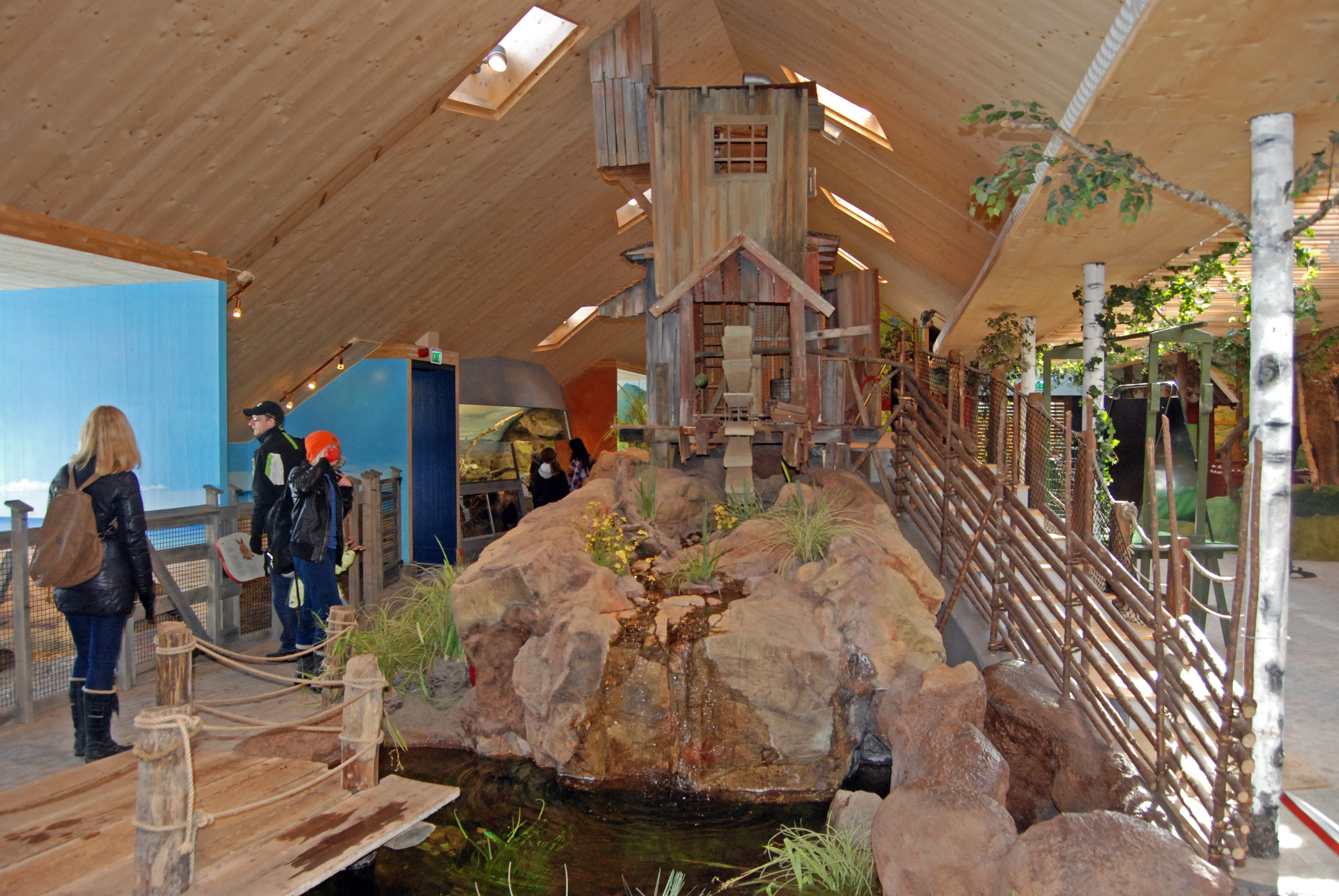
Lill-Skansen, interiör.

### Galejan

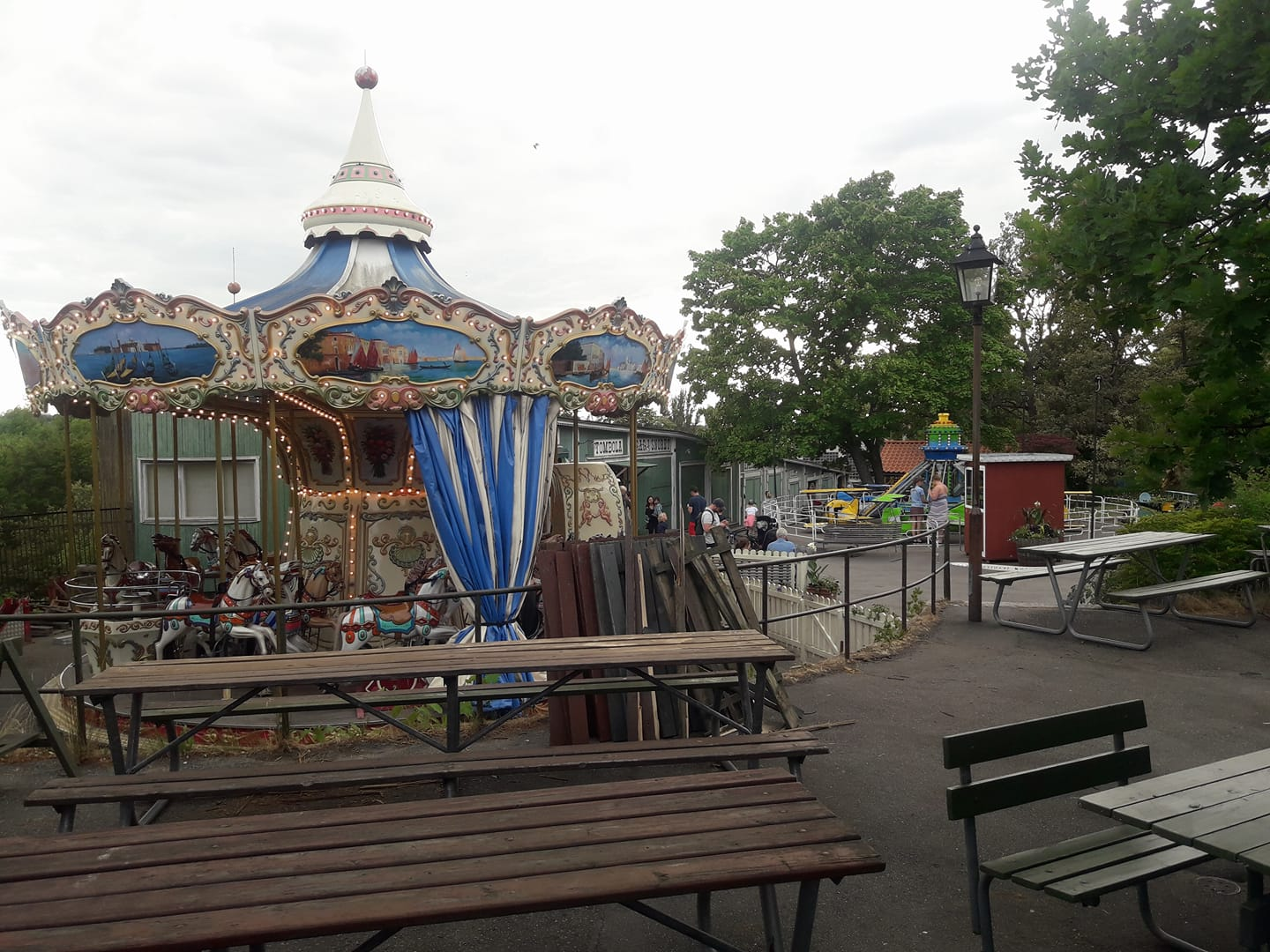
Skansens handmålade karusell, byggd i Italien i början av 1900-talet. Foto från 2018.

Stockholms Tivolis nöjesfält, med karuseller, ankdammar, luftgevärsskytte, lotterier och annat lever kvar genom Skansen, om än i mindre format. Nöjesfältet, som användes av barnfamiljer på dagarna och ungdomar på kvällarna, infogades i Skansen 1901. Tivoliattraktionerna har i allt väsentligt behållit sitt utseende från 1940-talet.. Generationer av barn fick här också sina porträtt målade i tusch av konstnären Willy Hadar.
Galejans dansbana är byggd 1937 och ritades av Ville Tommos. Som mycket populär dansbana har den har inspirerat dansbanor på många håll i landet. Som mest har det dansats på Galejan sex dagar av veckans sju.
Insprängda i berget upp mot Solliden fanns förr även björngrottor för brunbjörnar och isbjörnar. Det var här som operachefen John Forsells då fyraåriga dotter, senare författaren Loulou Forsell fick ena handen avbiten av en björn år 1926.

### Landsbygdens hus

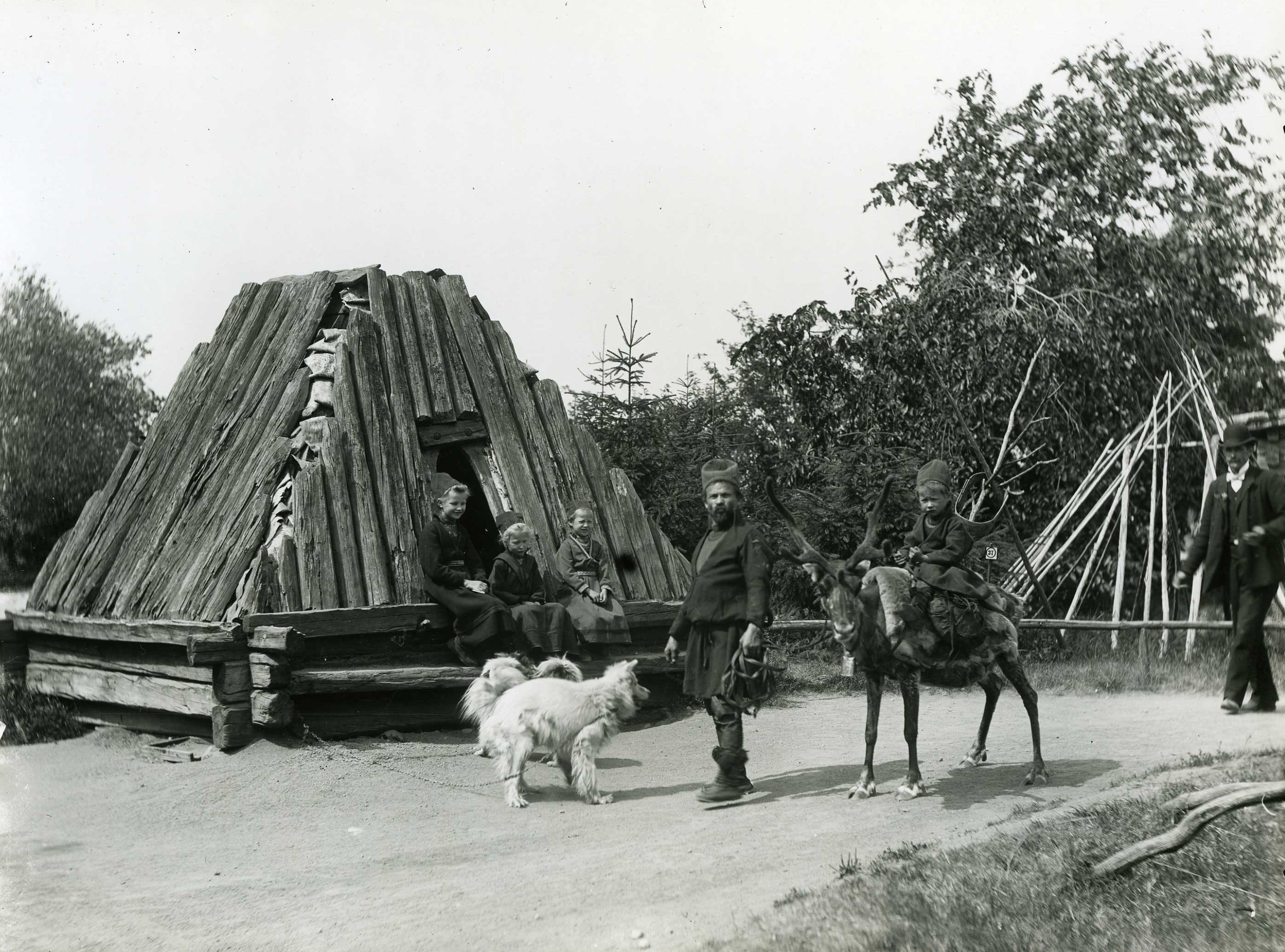
Samisk familj vid samevistet, ca 1900.

Skansen har knappt 40 byggnader från de flesta svenska landskap. Byggnaderna är gårdar och stugor som placerades så att hus och gårdar från södra Sverige ligger på södra Skansen och byggnader från norra Sverige ligger på norra delen. Runt hus och gårdar speglar växtligheten landskapet huset kommer ifrån.
Till Skansens hus från landsbygden räknas bland annat Bergmansgården från 1700-talet, Moragården från mitten av 1700-talet och Delsbogården från omkring 1850. Oktorpsgården flyttades redan 1896 till Skansen. 
När Skansen invigdes 11 oktober 1891 fanns här Morastugan, Hackstugan från Orsa, Kyrkhultsstugan och Stenstugan från Blekinge, ett sameviste, ursprungligen kallat lapplägret, med renar samt två kolarkojor.
Folkets hus har flyttats från Gersheden i Värmland och visar en miljö från 1940-talet. Vastveitloftet är ett av Skansens äldsta hus, byggt i början av 1300-talet. Huset kommer från Telemark i Norge.

### Stadskvarter
Skansens stadskvarter illustrerar en medelstor stad på 1800-talet, med apotek, butiker, verkstäder och bostäder. I vissa av byggnaderna utövas olika historiska hantverksyrken. 
Vid Hyttorget ligger bageriet, ett krukmakeri, Stockholms glasbruk och Krogen Stora gungan. Nedanför hyttan finns snickerifabriken och den Mekaniska verkstaden. 
En stadsgata leder förbi äldre hantverkshus med typograf, bokbinderi, guldsmed och liknande ner till områdets nyare miljöer, här finns bland annat Järnhandlarens hus från 1880-talet med en Konsumbutik från 1930-talet.

### Skansens julmarknad

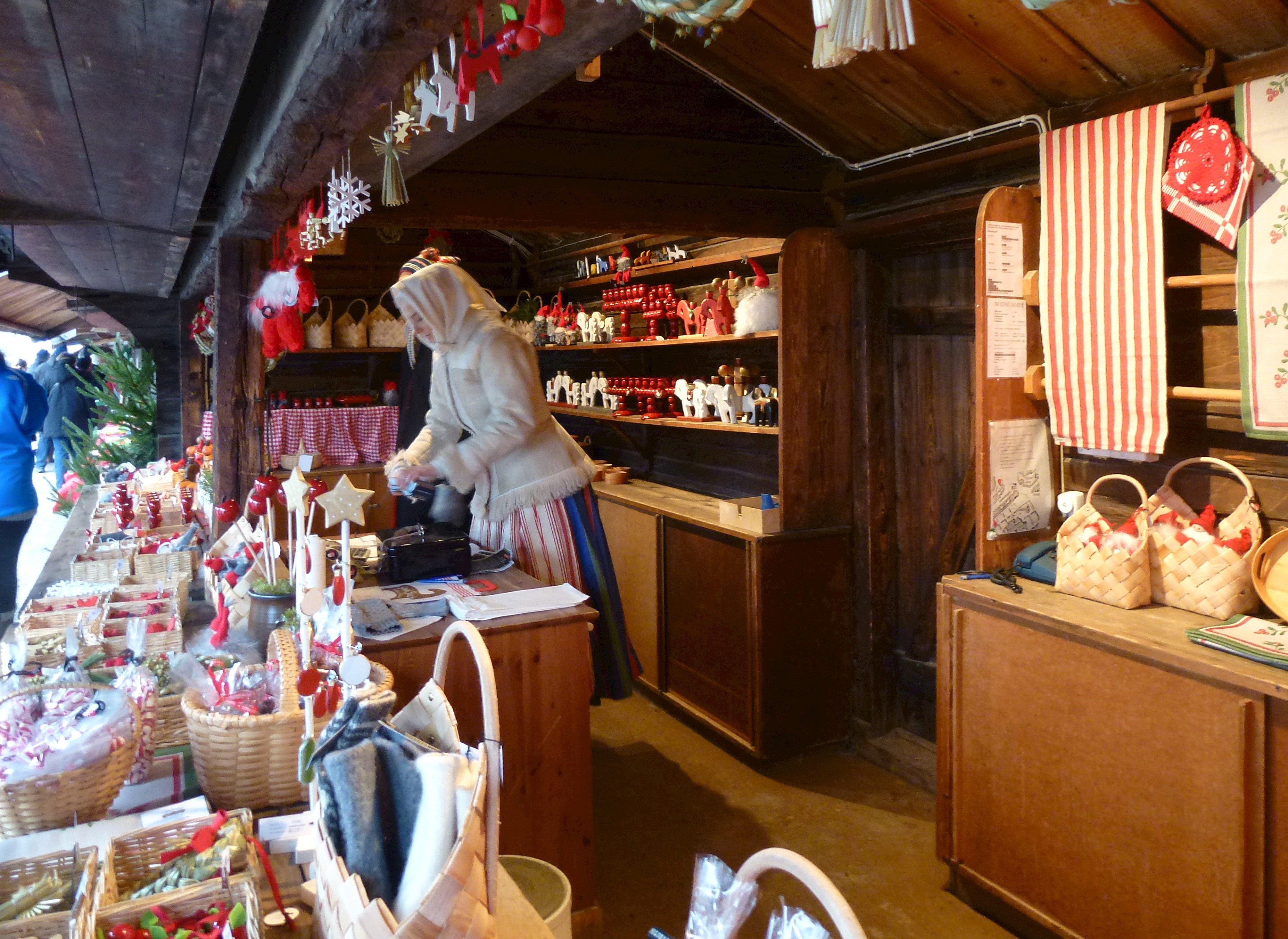
Skansens julmarknad.

Julmarknadnaden på Skansen anordnades första gången 1903 och är sedan dess en obruten tradition under adventshelgerna. Marknaden hålls i regel under de fyra adventshelgerna. Den arrangeras runt dansbanan och längs Marknadsgatan på Bollnästorget. Då används de fasta stånden som kompletteras med ett större antal flyttbara stånd och marknadstält. Klassiska är de julkärvar som pryder marknadsståndens tak och som uppskattas av småfåglarna.

## Byggnader och anläggningar i urval
- Apoteket Kronan är ett historiskt apotek på Skansen. Apoteket Kronan finns i samma vinkelbyggnad som Petissan med ingång till vänster i portgången. Inredningen härrör från bland annat Carl Wilhelm Scheeles apotek i Köping i Västmanland från andra hälften av 1700-talet.

- Bageriet finns i stadskvarteret och ligger i ett hus från 1700-talet som har stått på Gotlandsgatan 52 på Södermalm.
- Bollnässtugan är ett knuttimrat hus, flyttat från gården "Knubbens" i byn Herte, Bollnäs socken år 1892.

- Bredablick är ett 31 meter högt tegeltorn som uppfördes 1876 av livmedikus Fredrik Adolf Wästberg. Tornet har sex våningar och är ritat av Johan Erik Söderlund. Fram till 1892 kallades tornet för ”belvederen Westemansberg” eller bara ”belvedären” (från italienska bello vedere, vacker vy/utsikt). Tornet köptes sedan av Skansen och namngavs efter Breidablick från den nordiska mytologin.

- Boktryckarbostaden visar ett borgerligt hem på 1840-talet. I anslutning till hemmet finns Boktryckeriet.

- Ekshäradsgården är en manbyggnad från 1820-talet som har stått i Norra Skoga, Ekshärads socken, Hagfors kommun i Värmland. Den flyttades till Skansen 1952–1953.

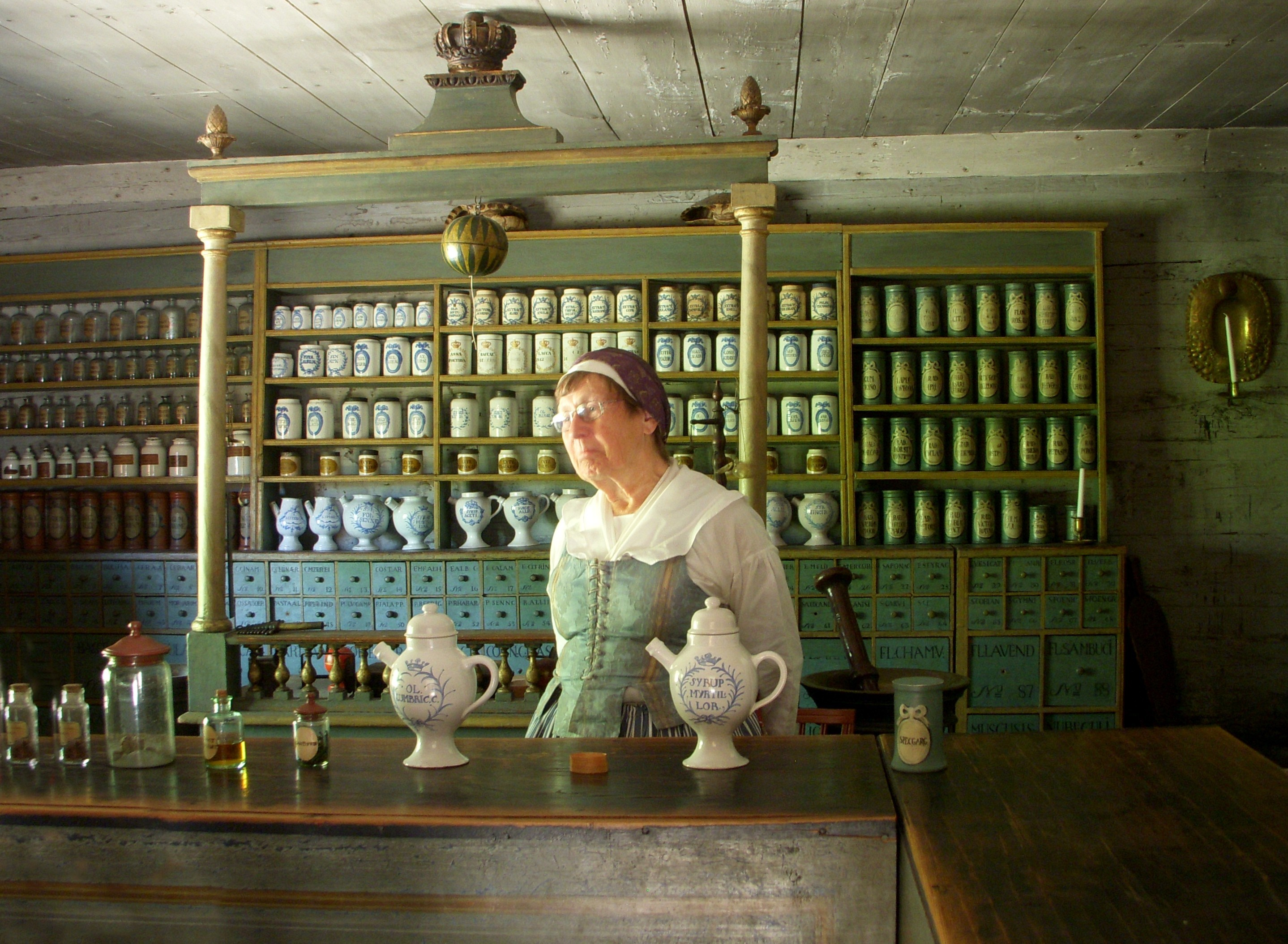
Apoteket Kronan.
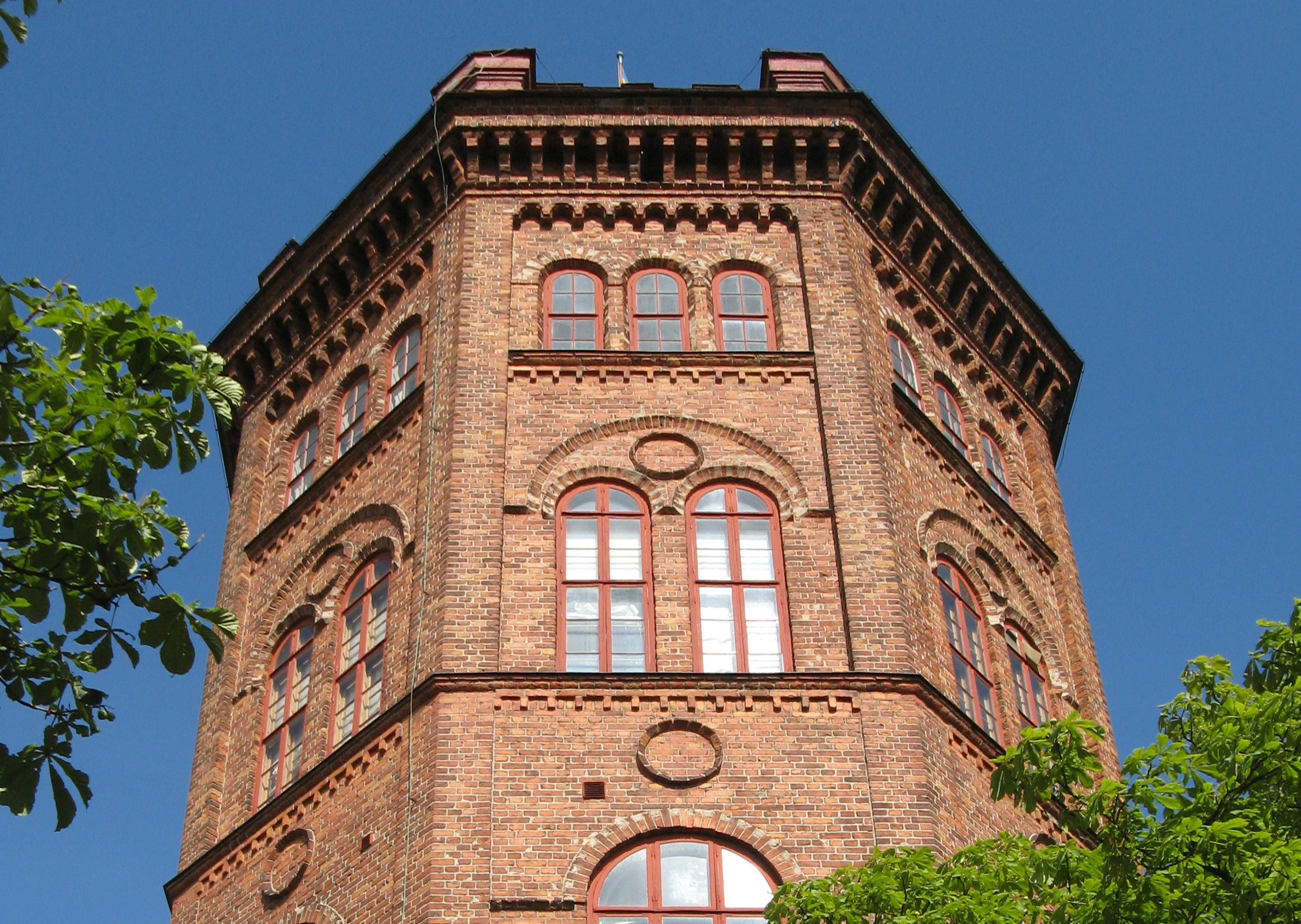
Bredablick.
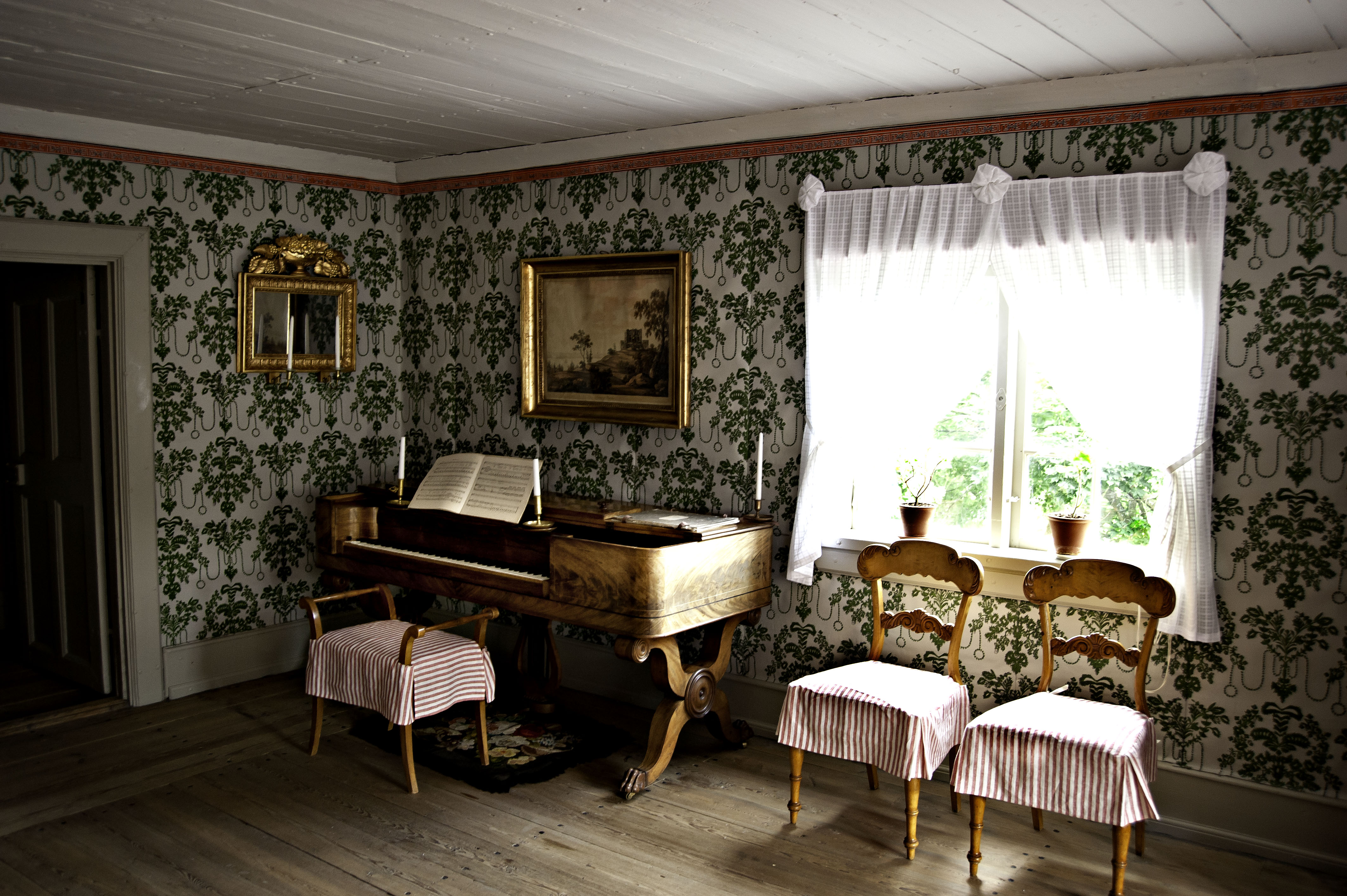
Boktryckarbostaden.
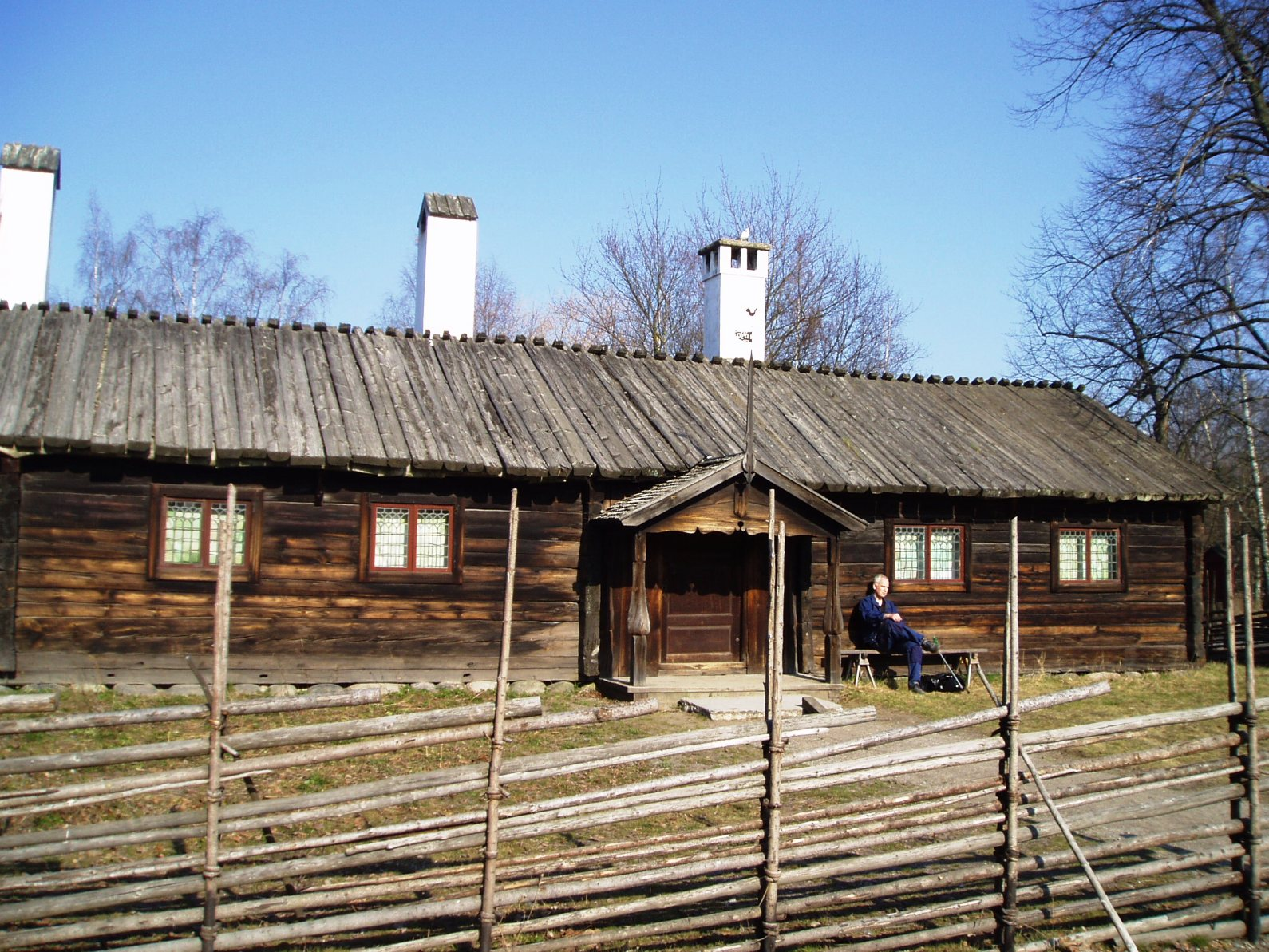
Bollnässtugan.
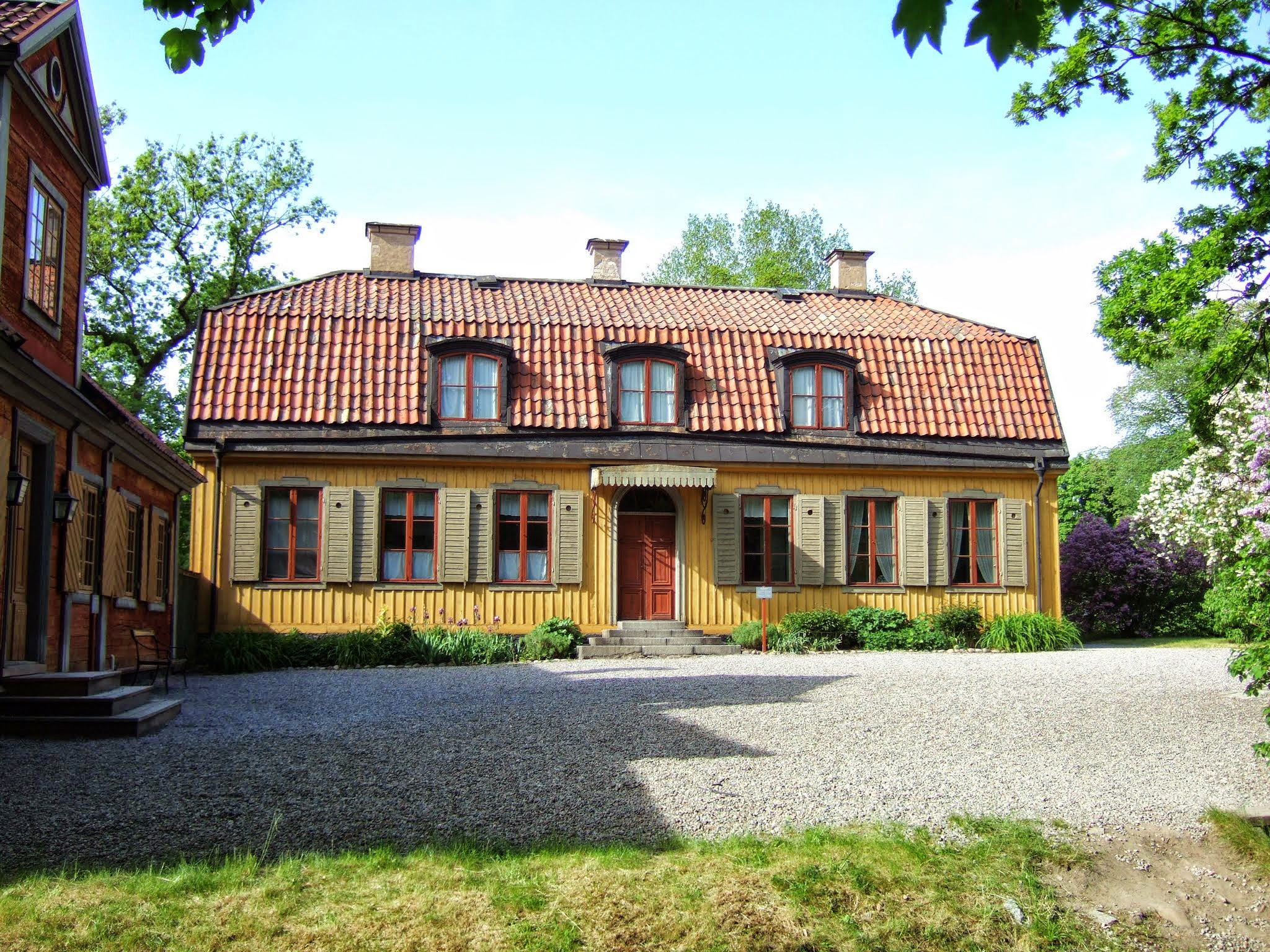
Hazeliushuset.

- Finngården kommer från Torsby i Värmland.

- Gubbhyllan är ursprungligen en logibyggnad och sommarbostad från 1816 som tidigare stått på Hasselbacken strax utanför Skansen. Sedan 1963 ligger Tobaks- och tändsticksmuseet i huset.

- Högloftet och Nyloftet ligger i anslutning till tornet Bredablick. Byggnaden uppfördes 1904–1905 efter ritningar av arkitekt Karl Güettler.[17] Byggnaden används av Skansen som festlokal och som Café Högloftet under julmarknadshelgerna.

- Järnhandlarens hus finns i stadskvarteret. Järnhandeln är från 1880-talet och öppnade år 2006. I samma byggnad finns även Konsumbutiken och en lägenhet.

- Konsumbutiken finns i stadskvarteret i Järnhandlarens hus och är en mjölk- och brödbutik från 1930-talet. I en sådan butik såldes, förutom mjölk, grädde, yoghurt, bröd, kakor och bullar även smör och margarin (Konsums eget märke ”EVE”), öl och läsk samt godis.

- Krogen Stora gungan finns i stadskvarteret, är en krog från 1801 som tidigare stod på Åsgärdesvägen i Gamla Enskede. Den monterades ner 1969 och öppnade på Skansen 1975.

- Hazeliushuset finns i stadskvarteren och byggdes ursprungligen 1720 som en del av Henriksdals malmgård vid Surbrunnsgatan i nuvarande Vasastan. Artur Hazelius, Skansens grundare, föddes i huset 1833. Byggnaden flyttades till Skansen 1926.

- Jakobsbergs malmgård finns i stadskvarteren och är en malmgård från slutet av 1600-talet vid nuvarande Liljeholmsbron på Södermalm. Den flyttades 1936 till Skansen. Gården är Skansens kontor och tjänstebostad och visas inte för allmänheten då den saknar originalinredning. Intill Jakobsbergs malmgård finns Hazeliushuset och Petissan.

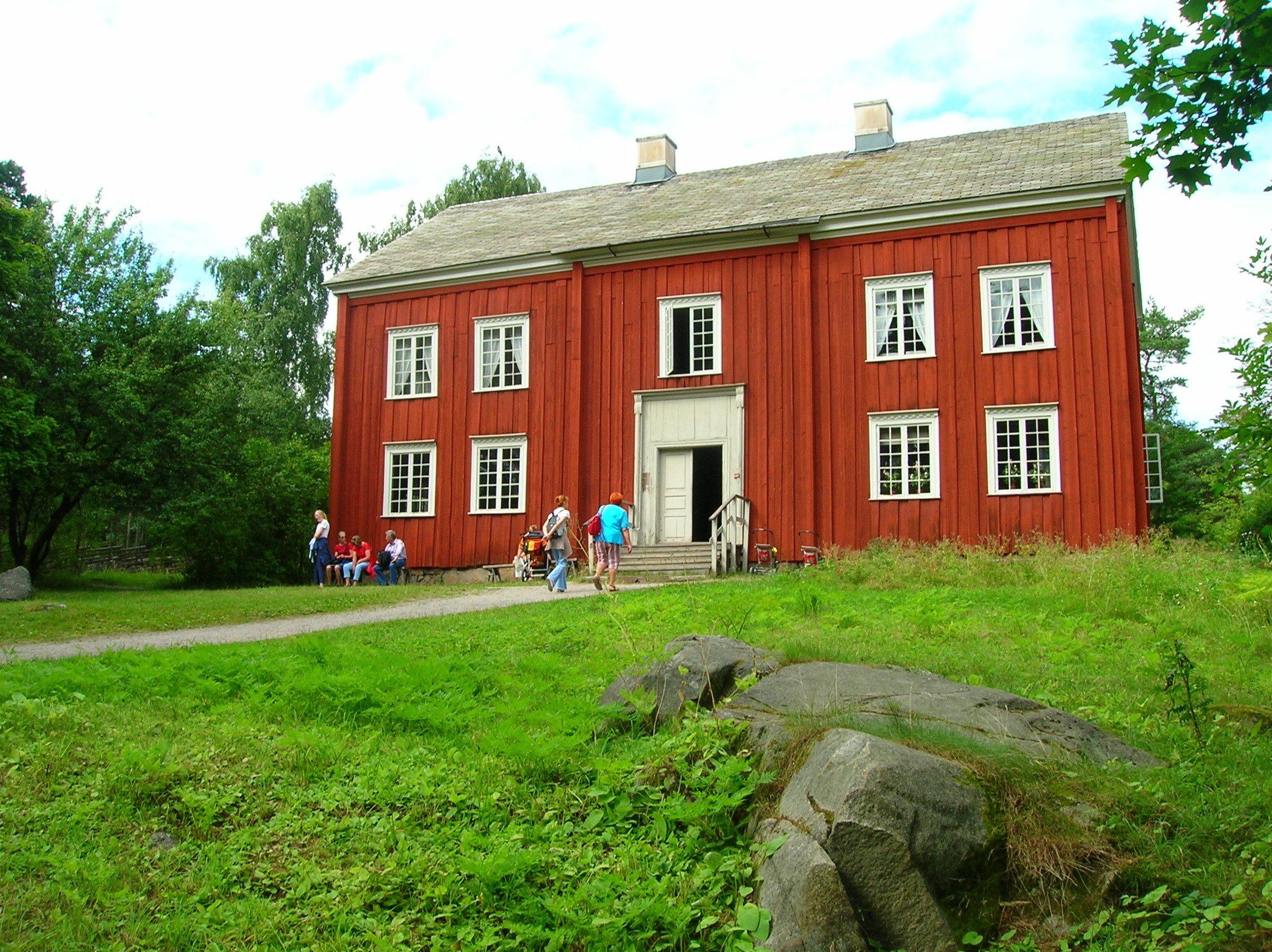
Ekshäradsgården.
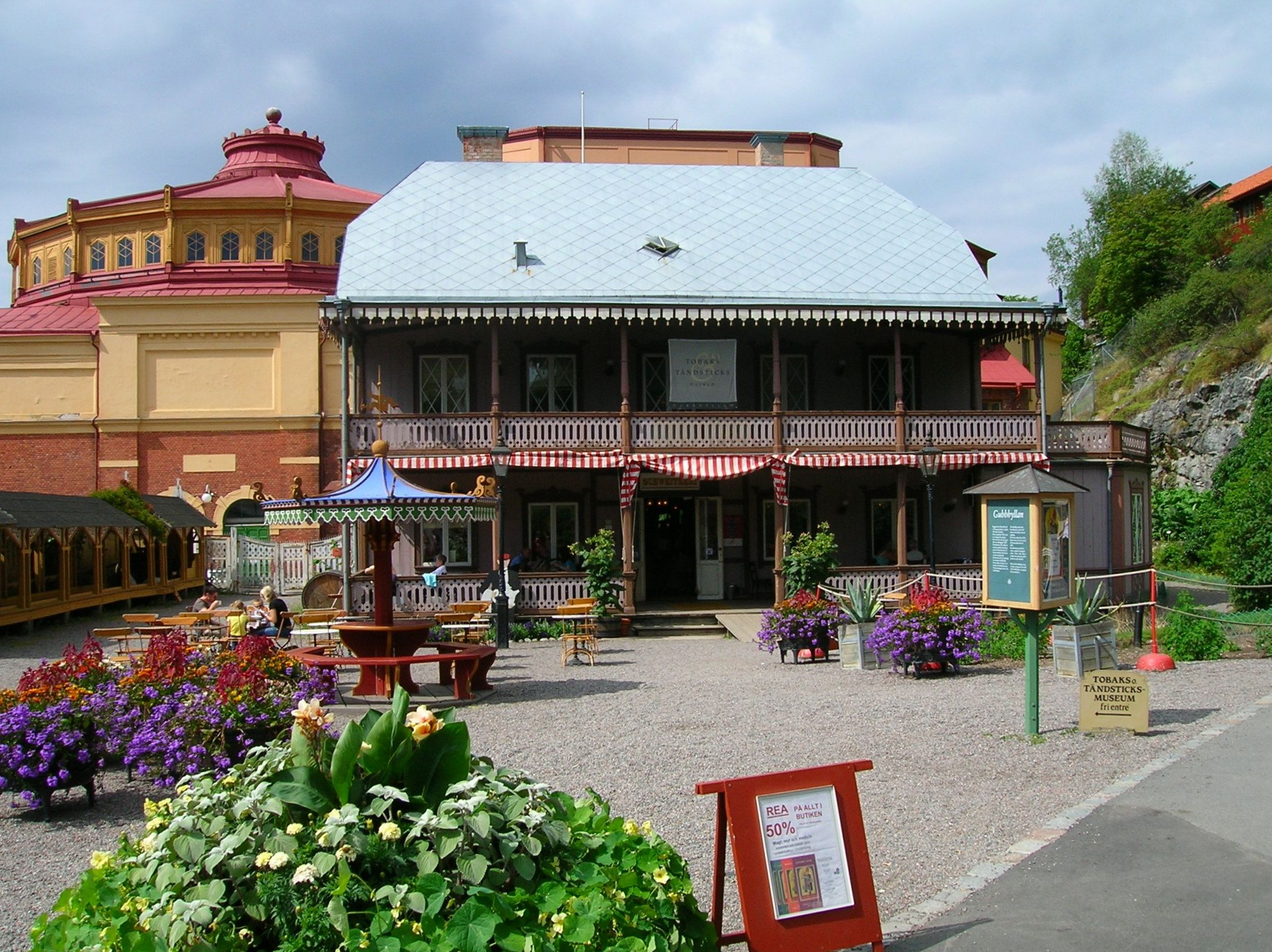
Gubbhyllan.
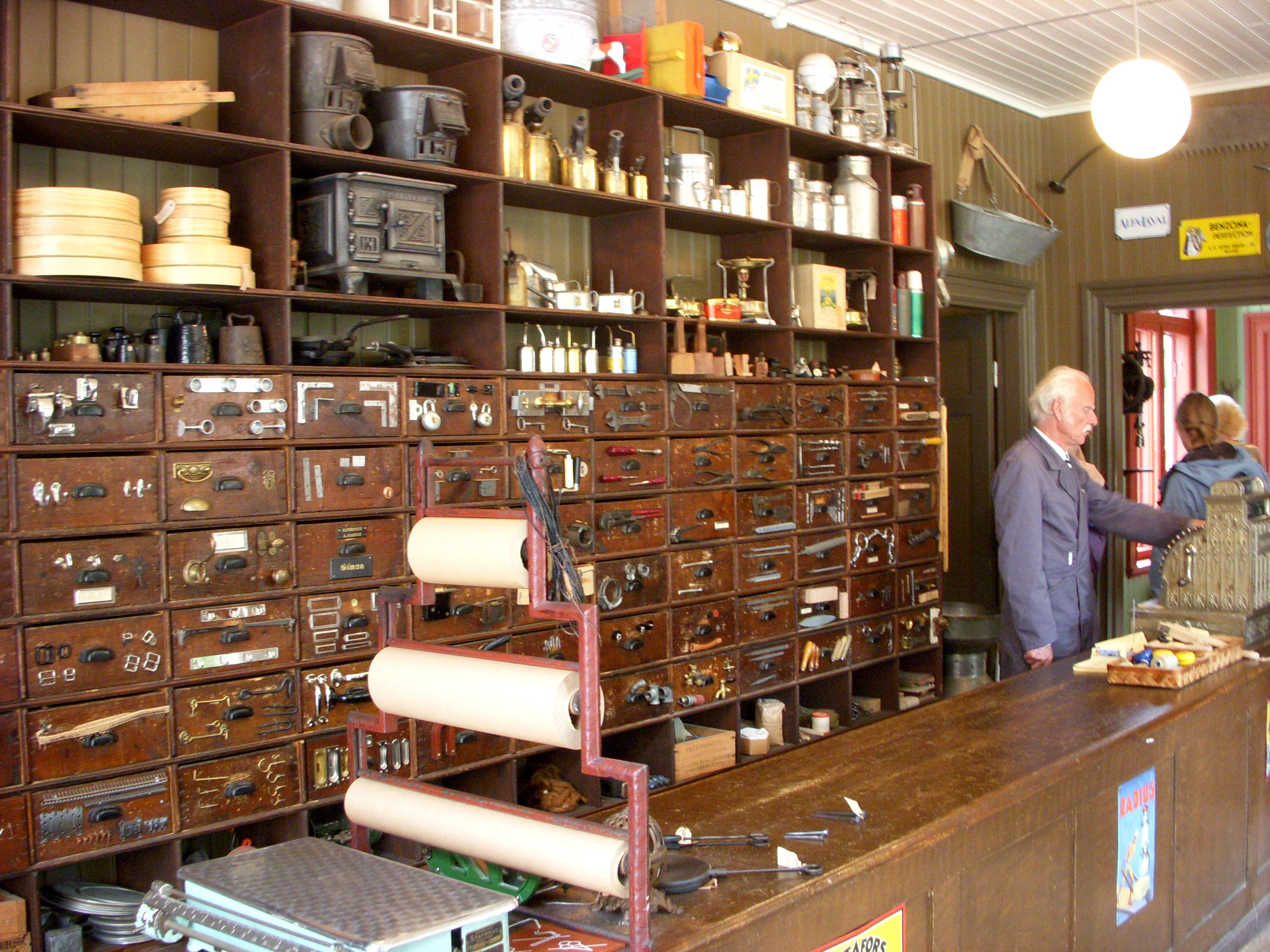
Järnhandlarens hus.
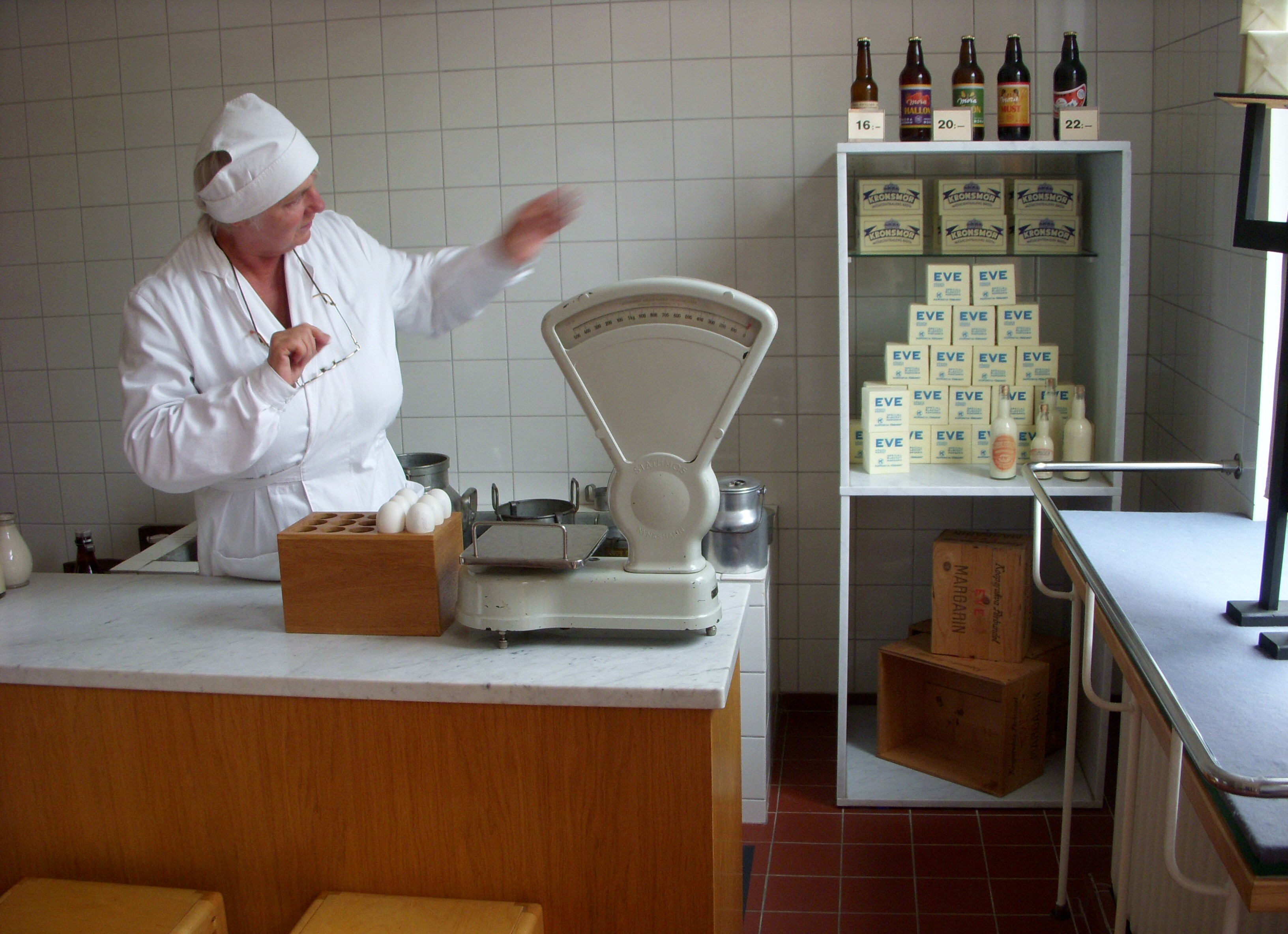
Konsumbutiken.
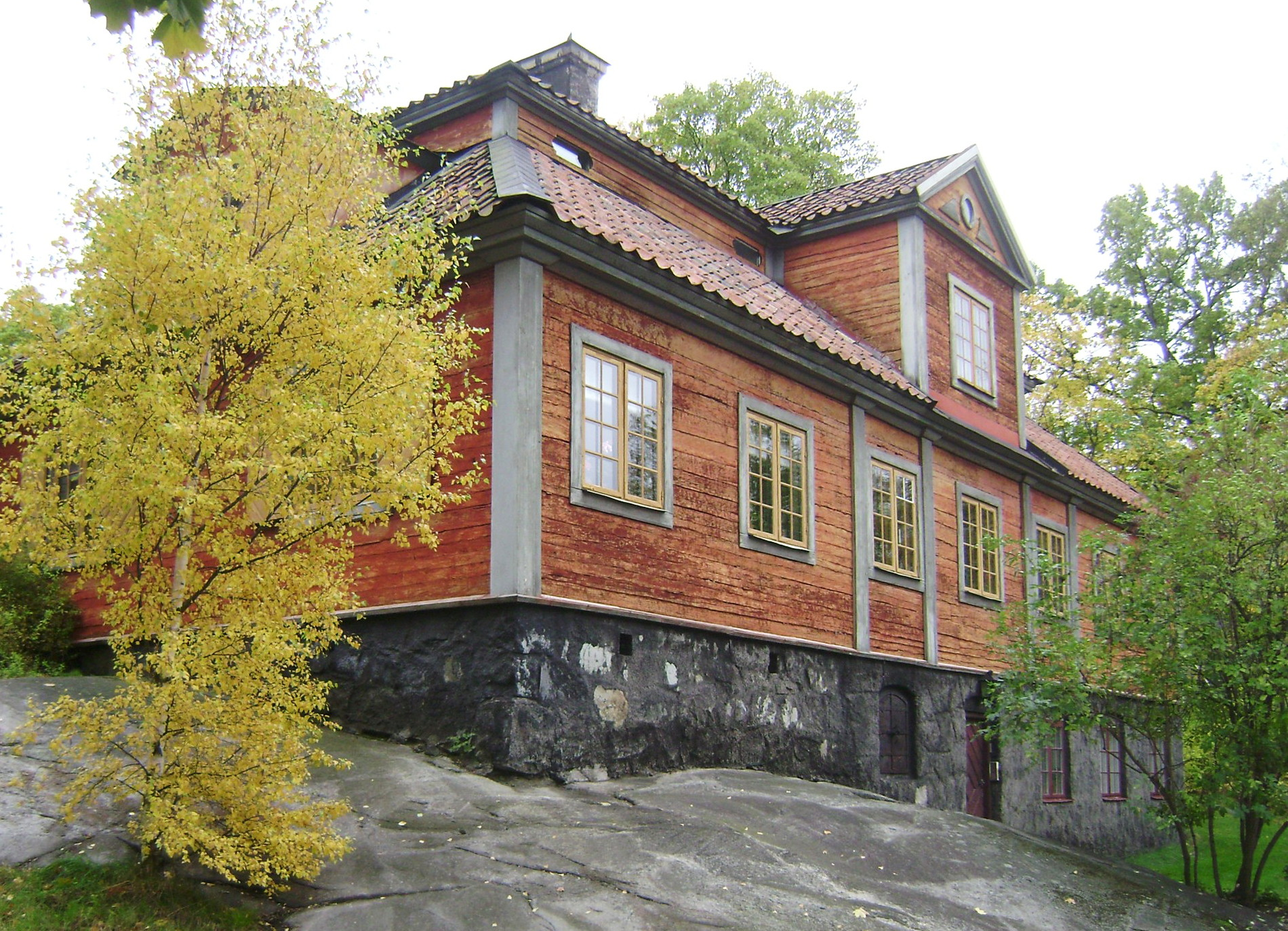
Jakobsbergs malmgård.

- Julius Kronbergs ateljé från Lilla Skuggan på Norra Djurgården flyttades till Skansen 1922. Ateljén var byggd efter konstnärens egna ritningar 1889 och tillbyggdes 1912. Konstnären Julius Kronberg avled i oktober 1921. Ateljén med hela sin utrustning, precis som det stod i Lilla Skuggan, köptes 1921 av grevinnan Wilhelmina von Hallwyl och hon donerade samma år ateljén till Nordiska museet och Skansen. Ateljén flyttades 1922 upp till ett undanskymt område i närheten av Bredablick. Grevinnan von Hallwyl bekostade flyttningen.

- Kyrkhultsstugan hör till de första byggnader som flyttades till Skansen år 1891. Hustypen, ofta kallad för högloftsstuga, har funnits i Sydsverige sedan medeltiden. Huset kommer från Kyrkhults socken i Blekinge och visar ett bondhem från början av 1800-talet.

- Mekaniska verkstaden visar hur mekaniska verkstäder fungerade och arbetade till långt in på 1950-talet. Verkstaden ligger i anslutning till Stockholms glasbruk, väster om stadskvarteren.

- Moragården var Skansens allra första byggnad, inköpt 1885. En av bodarna kallas hedninghuset har daterats till första hälften av 1300-talet.

- Petissan, Petit Café eller ”Lilla kaféet” finns i stadskvarteret och är ett café i ett hus från 1600-talet som har stått i korsningen Drottninggatan/Kungstensgatan i Vasastaden, Stockholm. Teknologcaféet Petissan var ett gammalt studentcafé som låg vid Observatoriekullen intill dåvarande Tekniska Högskolan. När Tekniska Högskolan skulle byggas 1907 flyttades Petissan till Skansen. Byggnaden låg först på nedre Solliden, där elefanthuset tidigare låg, men flyttades på 1930-talet till stadskvarteret. I byggnaden för Petissan ligger även Apoteket Kronan.

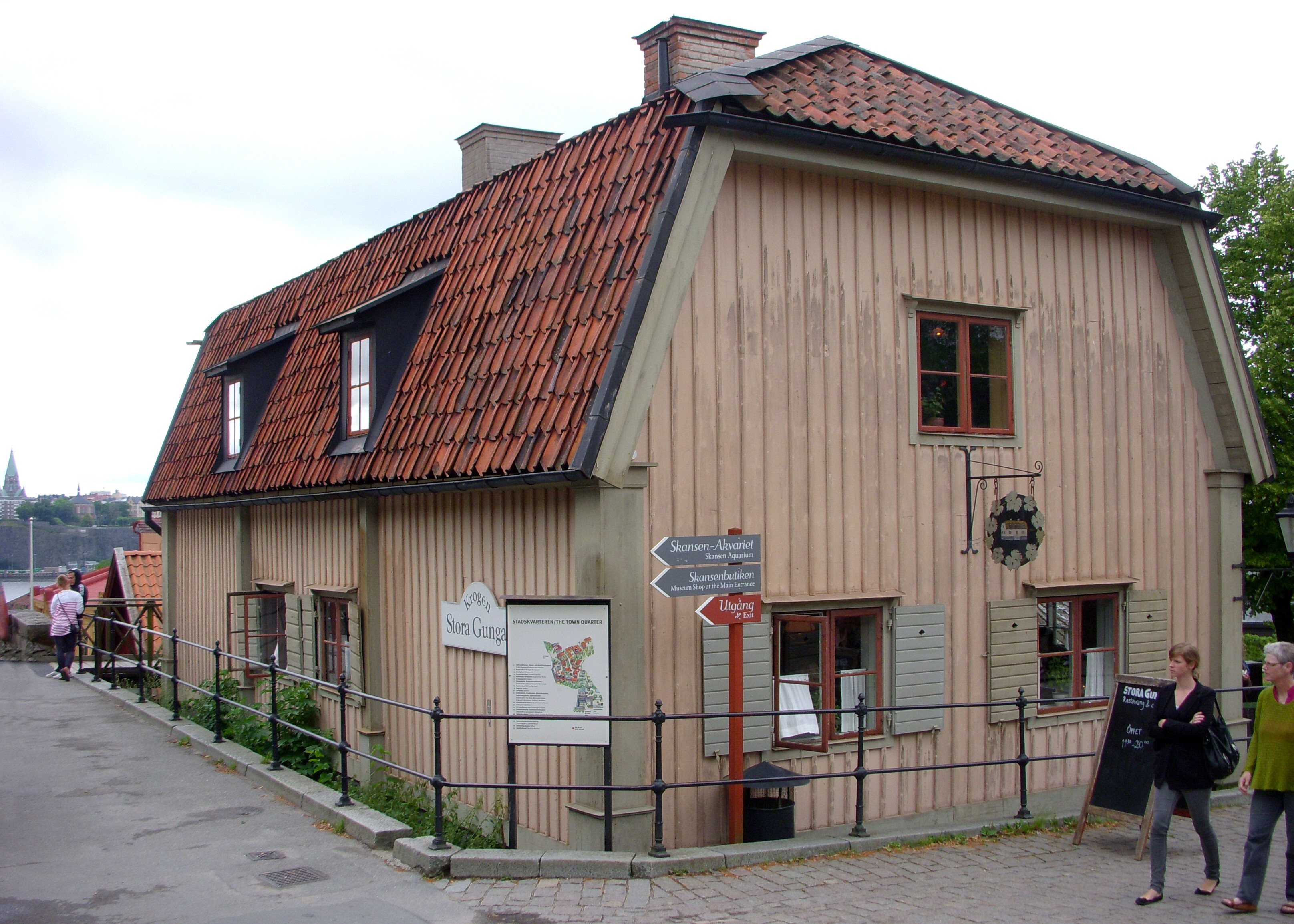
Krogen Stora gungan.
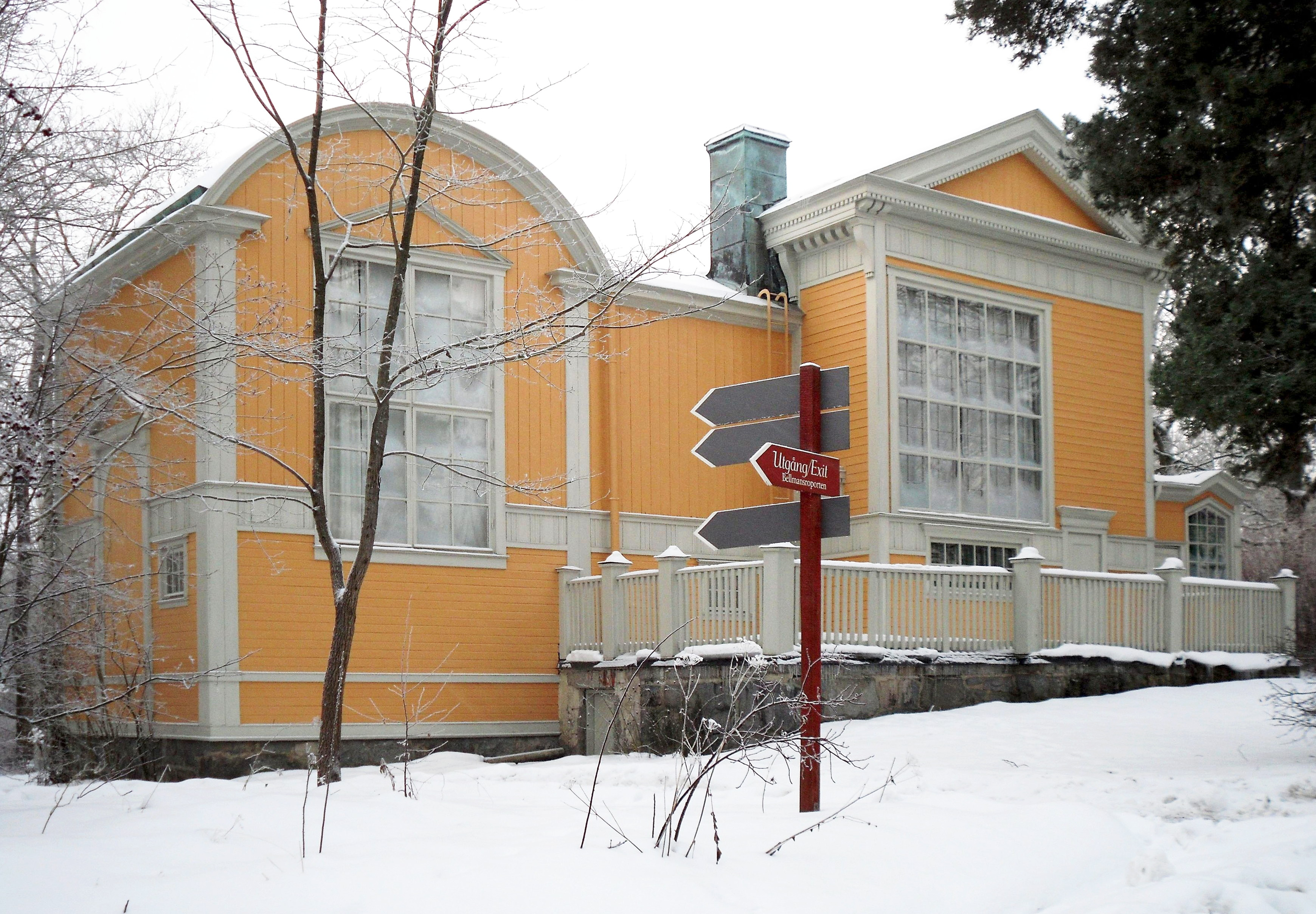
Julius Kronbergs ateljé.
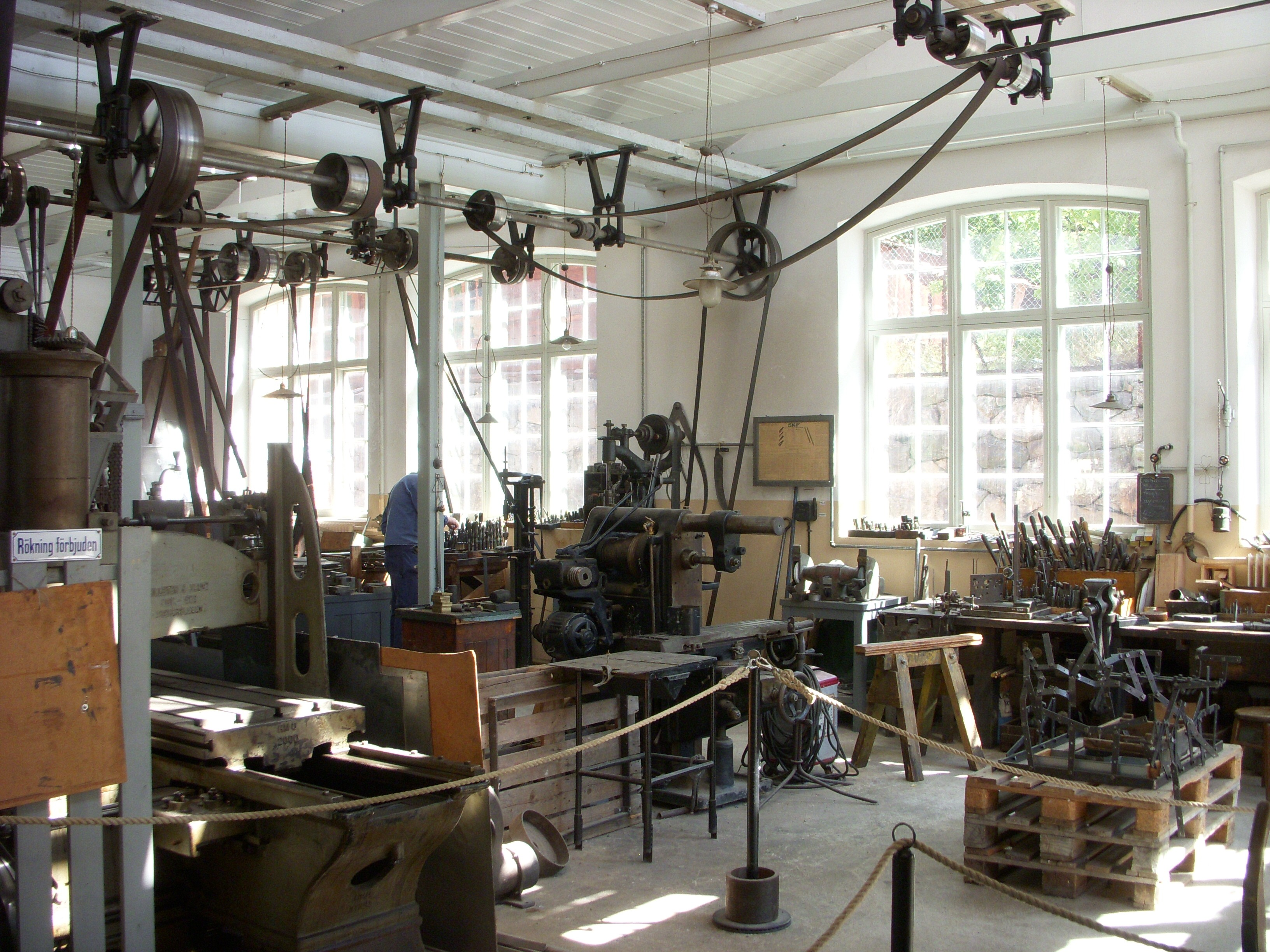
Mekaniska verkstaden.
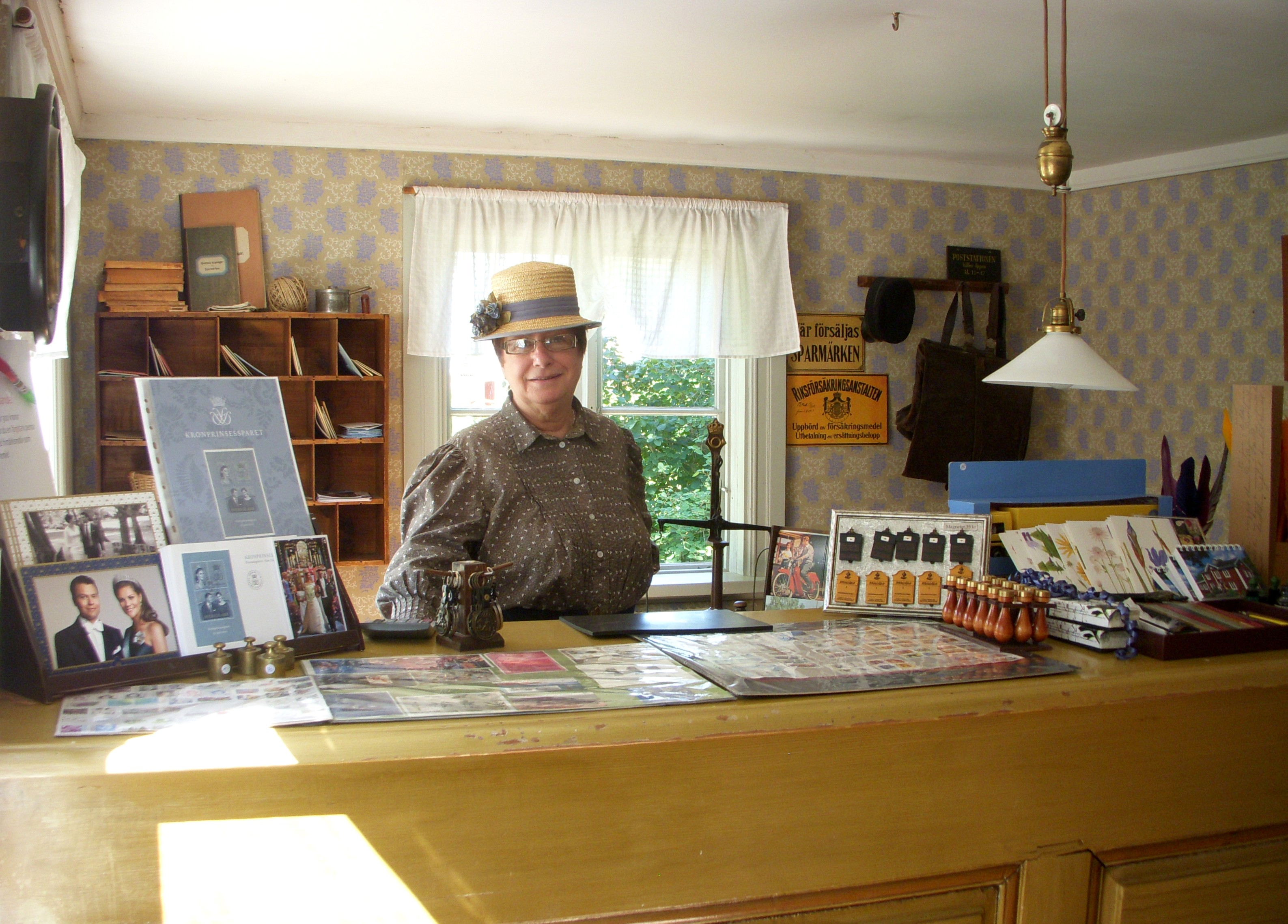
Posthuset.
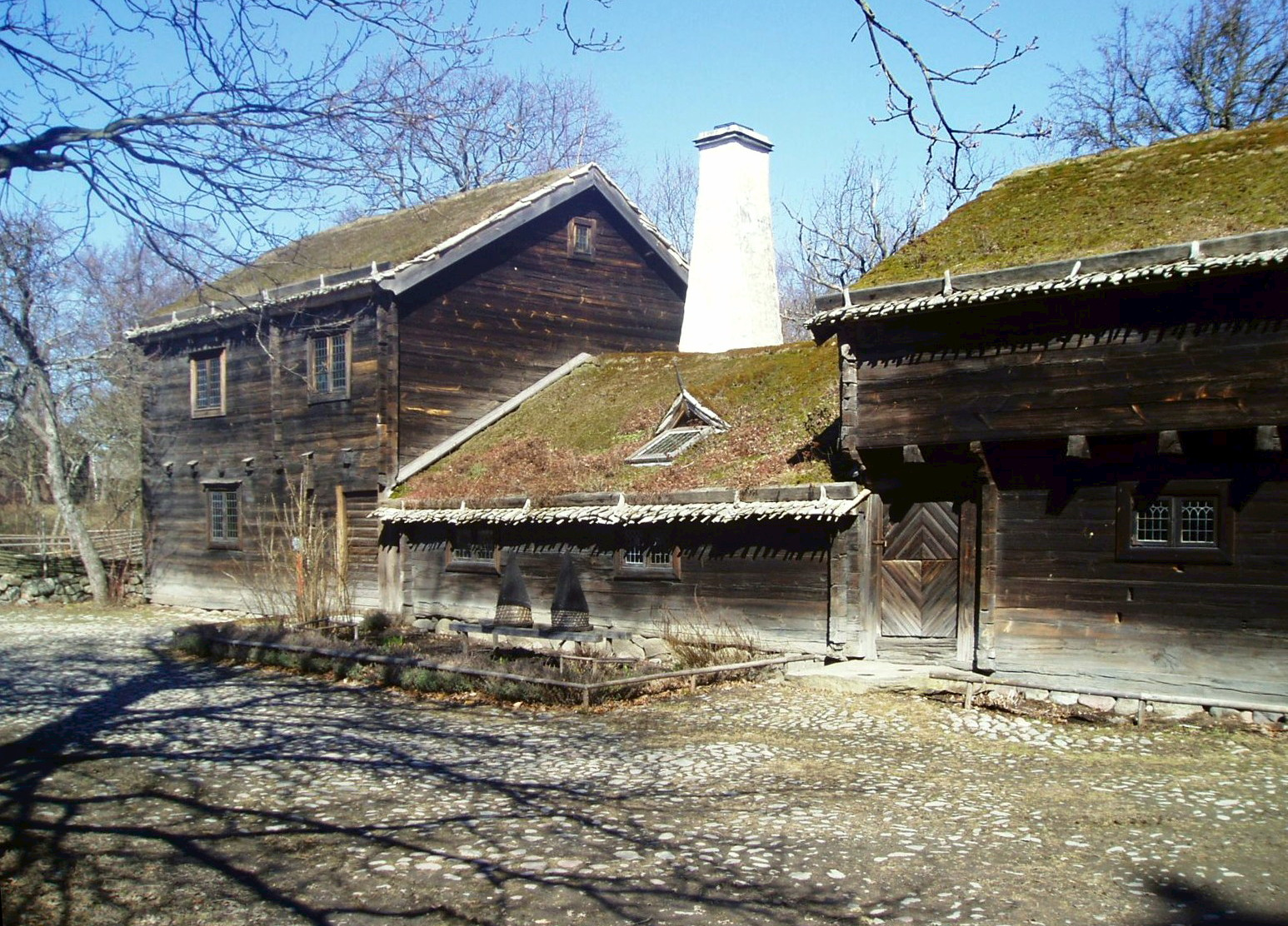
Kyrkhultsstugan.

- Posthuset flyttades från Virserum. Posthuset byggdes på 1840-talet, det byggdes senare om under 1860-talet och byggdes till under 1890-talet. Huset fungerade såväl som poststation som postmästarbostad. Här bodde Per August Nilsson som var poststationsföreståndare mellan 1895 och 1911.

- Skansens koloniträdgård flyttades 1997 från Tantolunden. Koloniträdgården består av två lotter med var sin tidstypiska stuga från 1920-talet och 1940-talet.

- Skansens kvarnar består av tre väderkvarnar som finns på friluftsmuseet. Det rör sig om två stolpkvarnar från Torslunda och Glömminge socknar, västra Öland och en holkkvarn från Främmestads socken i Västergötland. Ölandskvarnarna flyttades till Skansen år 1922 och Främmestadskvarnen år 1900.

- Swedenborgs lusthus har sitt namn efter naturforskaren Emanuel Swedenborg. Emanuel Swedenborg bodde längst upp på Hornsgatan i Stockholm och omkring 1750 han lät bygga en malmgård. Ett lusthus i hans trädgård flyttades till Skansen 1896.

- Seglora kyrka är en kyrka som invigdes 1730 i Seglora socken, Borås kommun. Kyrkan är idag en ekumenisk kyrka med regelbundna gudstjänster. Den är en av landets mest populära bröllopskyrkor.

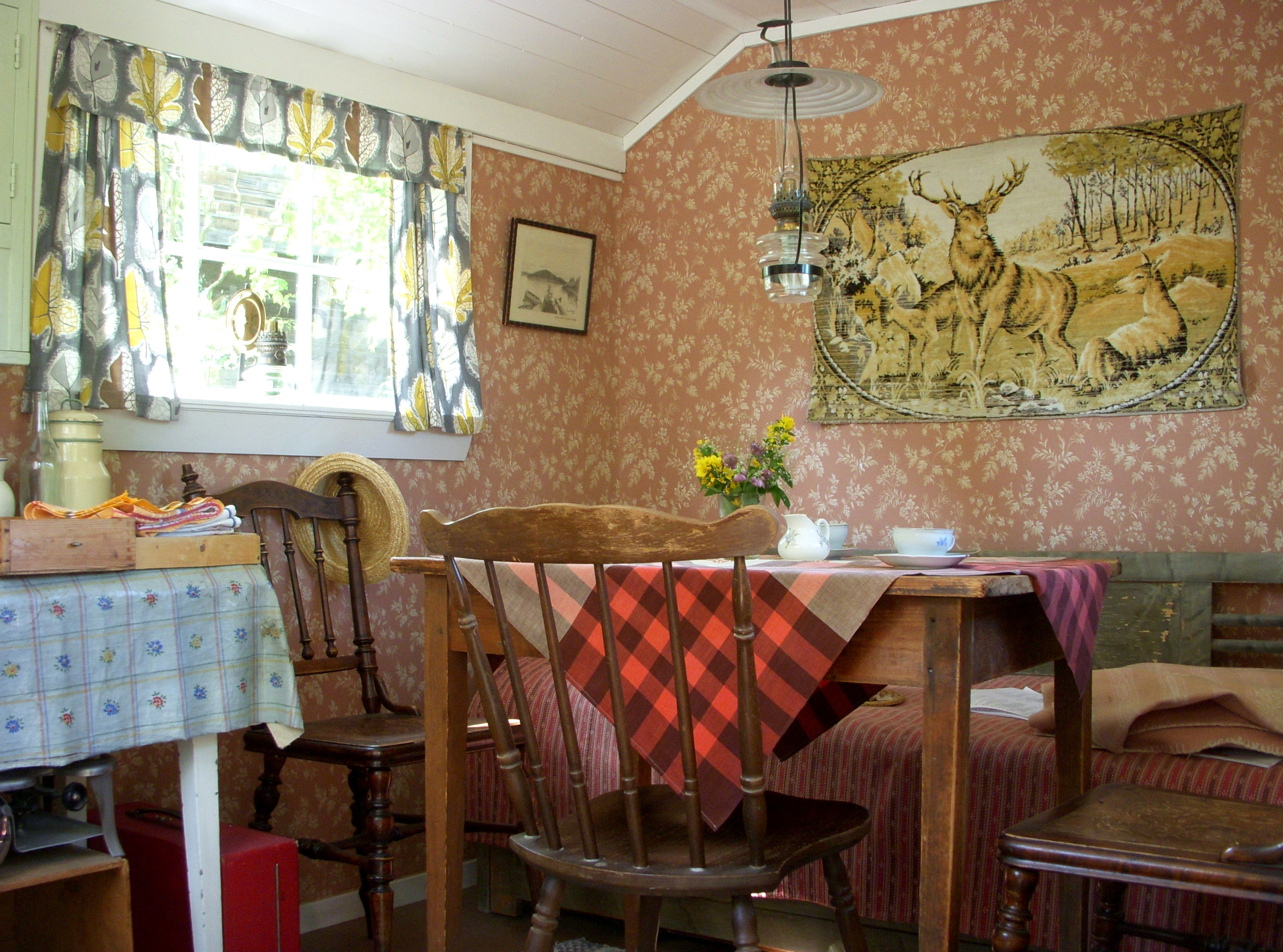
Skansens koloniträdgård.
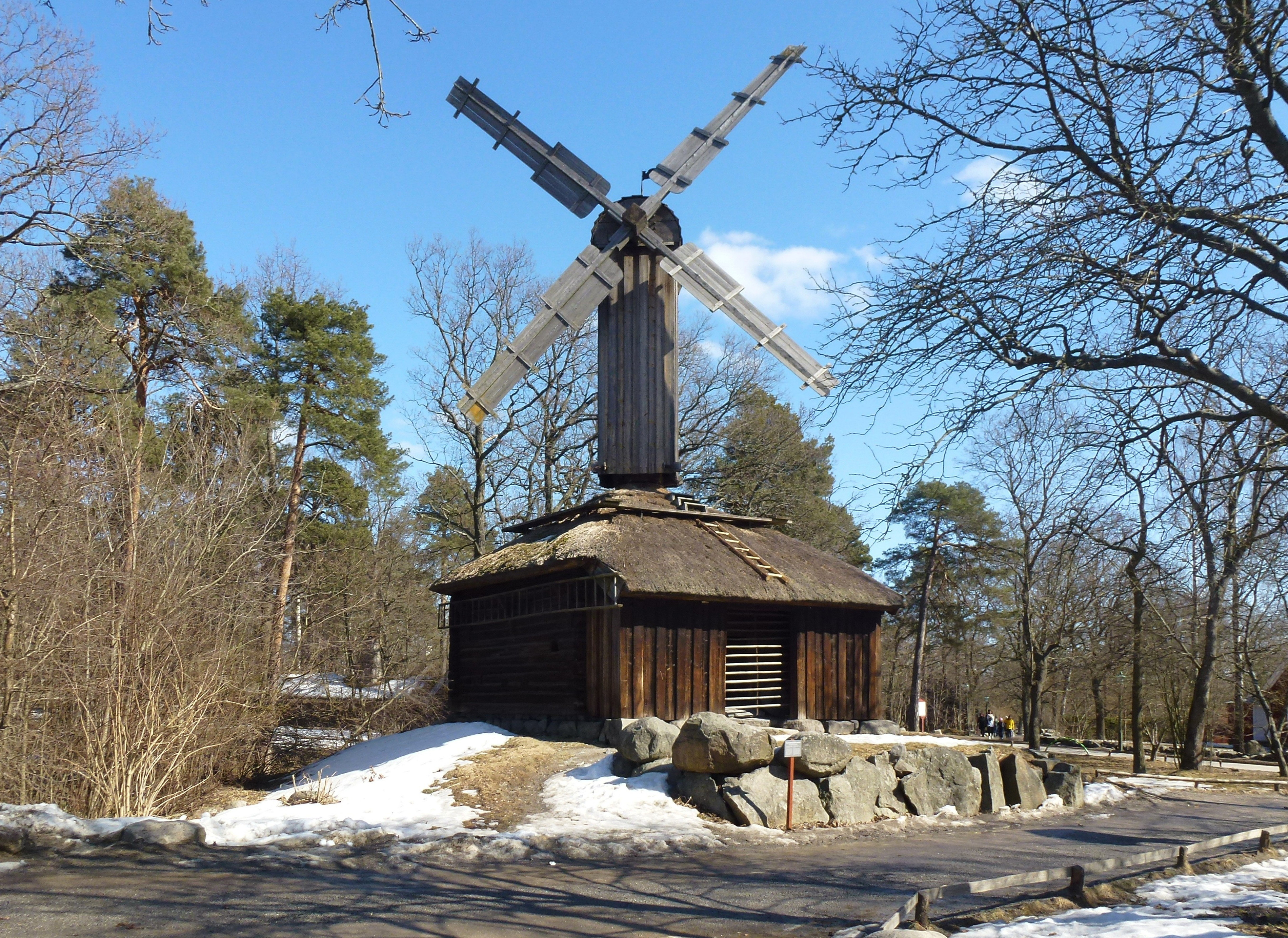
Främmestadskvarnen.
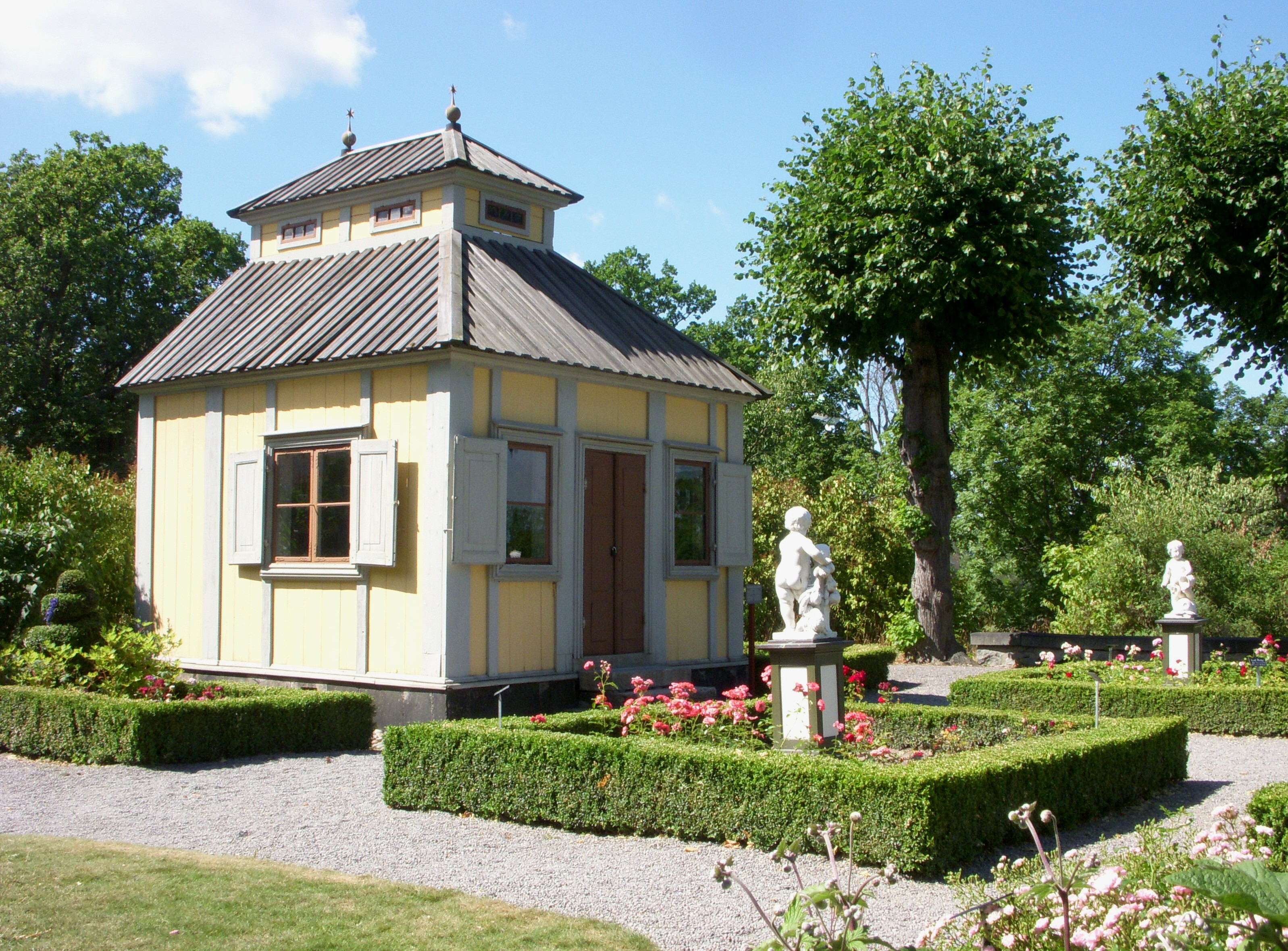
Swedenborgs lusthus.
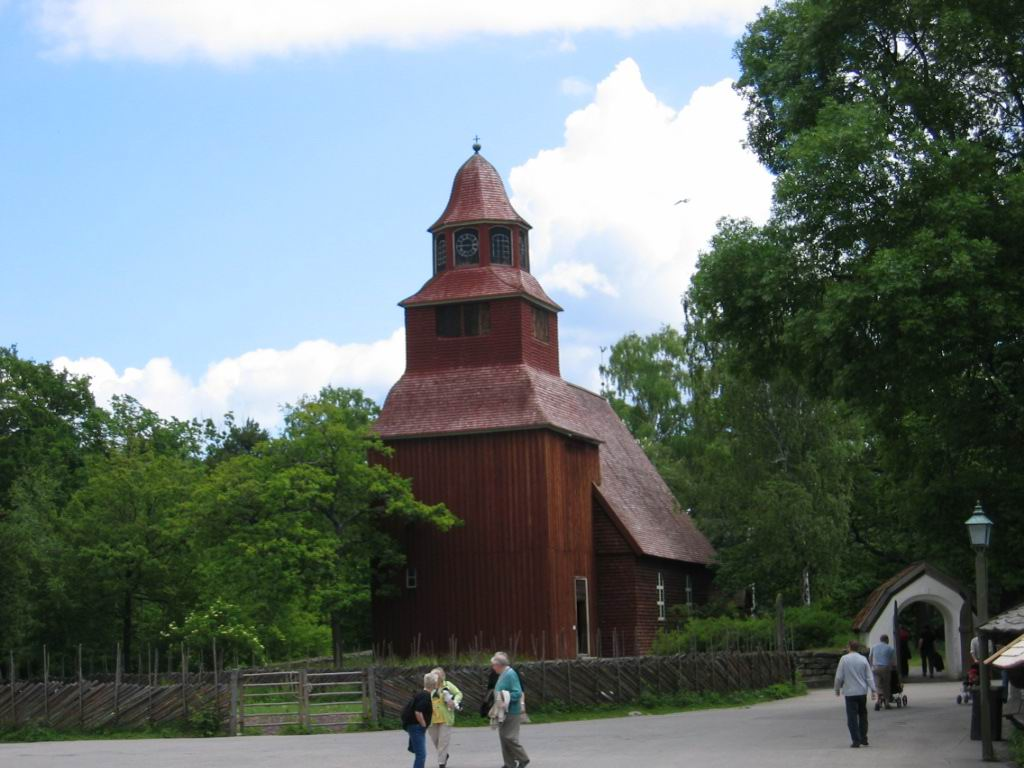
Seglora kyrka.
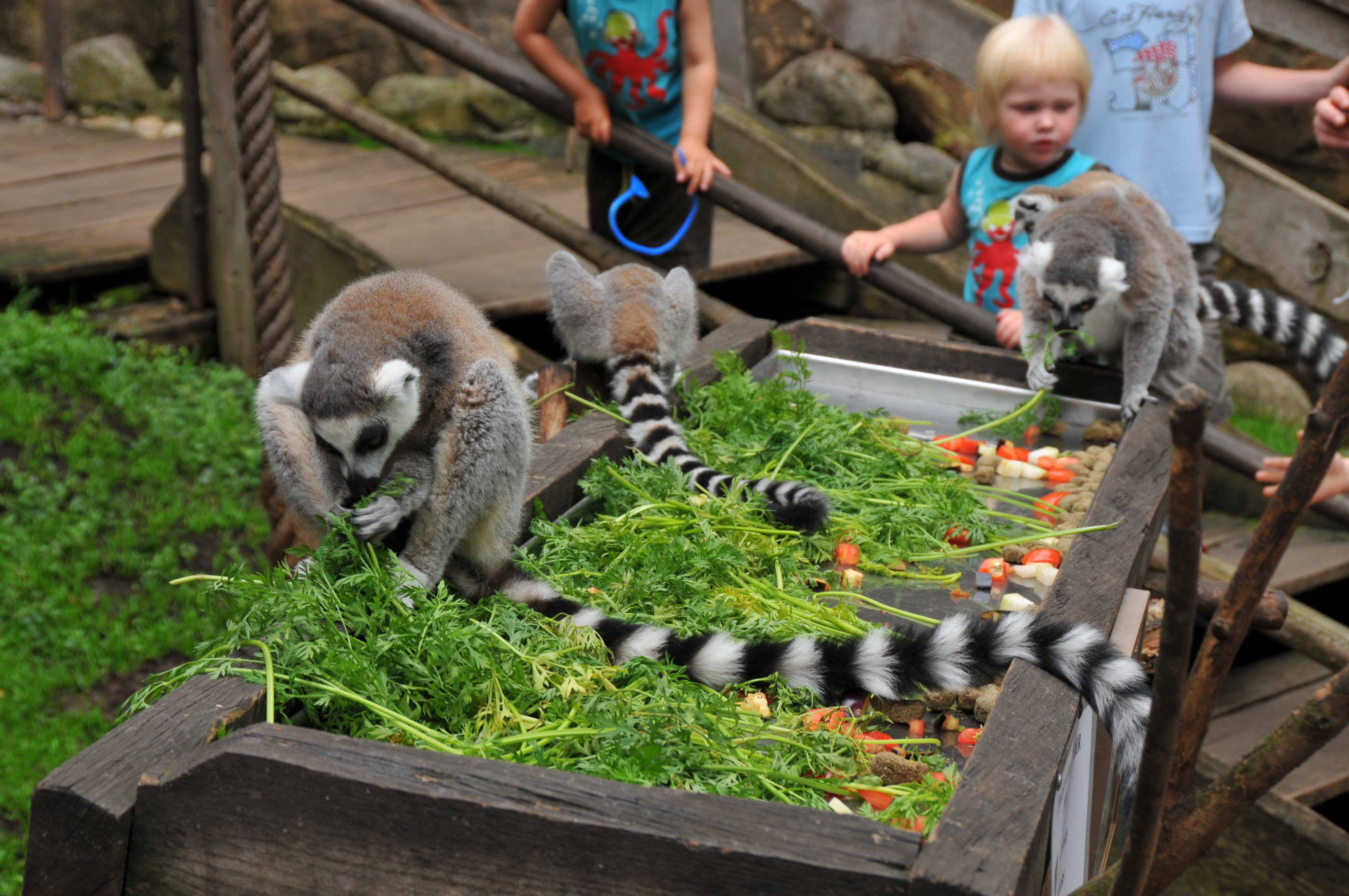
Skansen-Akvariet.

- Skansen-Akvariet är ett tropikhus med anlagda regnskogar och akvarium, anläggningen öppnade 1978 och har sedan dess utökats kontinuerligt.

- Skansens bergbana är cirka 200 meter lång och går mellan Hazeliusporten och Tingsvallen/Bollnästorget. Den byggdes ursprungligen 1897 till Allmänna konst- och industriutställningen.

- Stockholms glasbruk finns i stadskvarteret, uppfördes 1936, men startades redan tre år tidigare i en källarlokal vid Södermalms torg vid Slussen. Gamla ritningar av ett glasbruk i Johannisholm – i Venjans socken i Dalarna – från slutet av 1700-talet, har stått som modell för byggnationen.

- Skogaholms herrgård är en herrgård byggd omkring 1690. Huvudbyggnad skänktes 1929 till Nordiska museet och flyttades från Svennevads socken i sydöstra Närke. Herrgården invigdes den 4 oktober 1931 i närvaro av kronprins Gustaf Adolf.

- Tottieska malmgården finns i stadskvarteret. Ursprungligen låg gården vid dagens Bondegatan på Södermalm i Stockholm. En del av malmgårdens huvudbyggnad flyttades åren 1932–1935 till Skansen. Tottieska gården har fått sitt namn efter dess byggherre Charles Tottie som var en av Sveriges förmögnaste köpmän på 1700-talet.

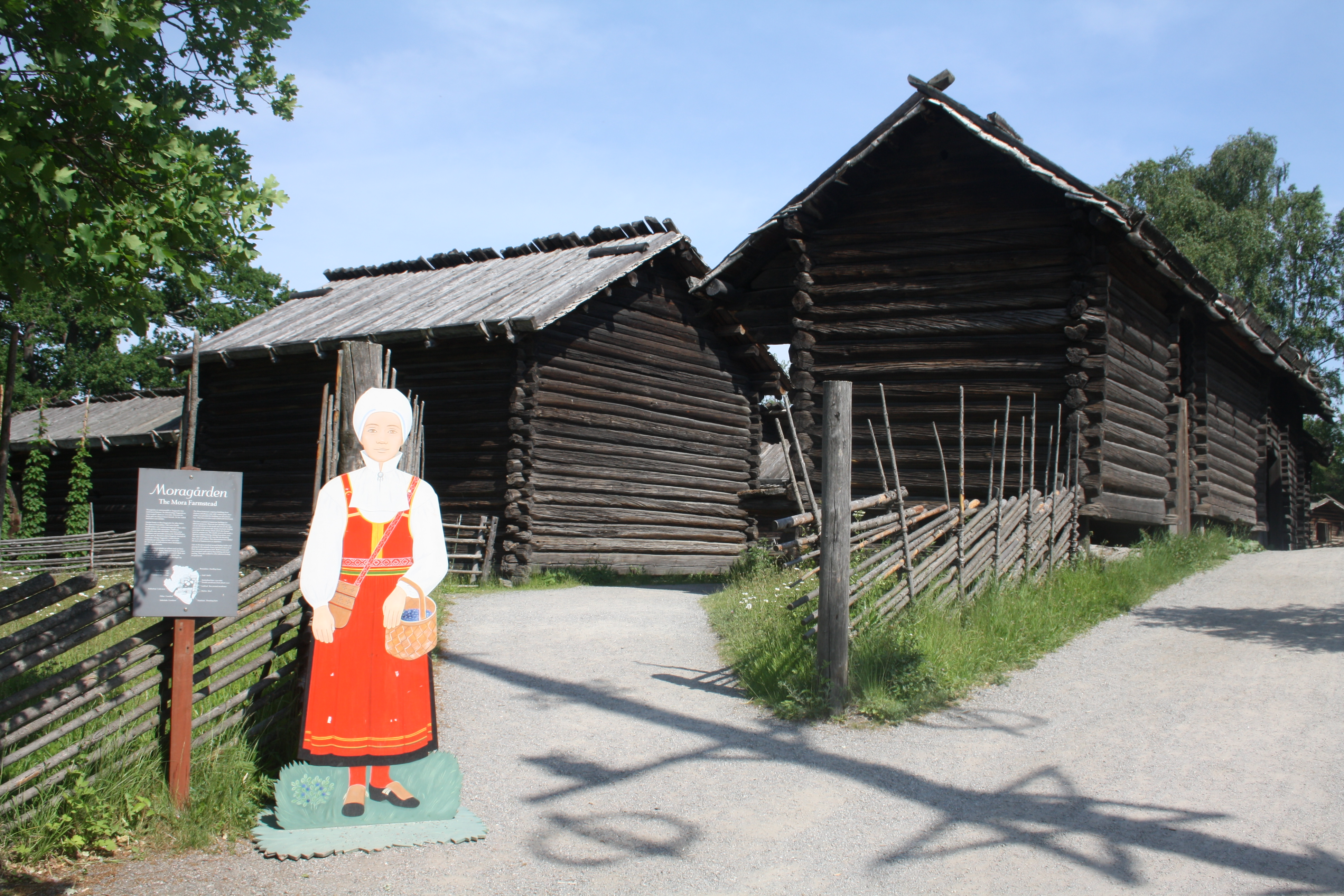
Moragården.
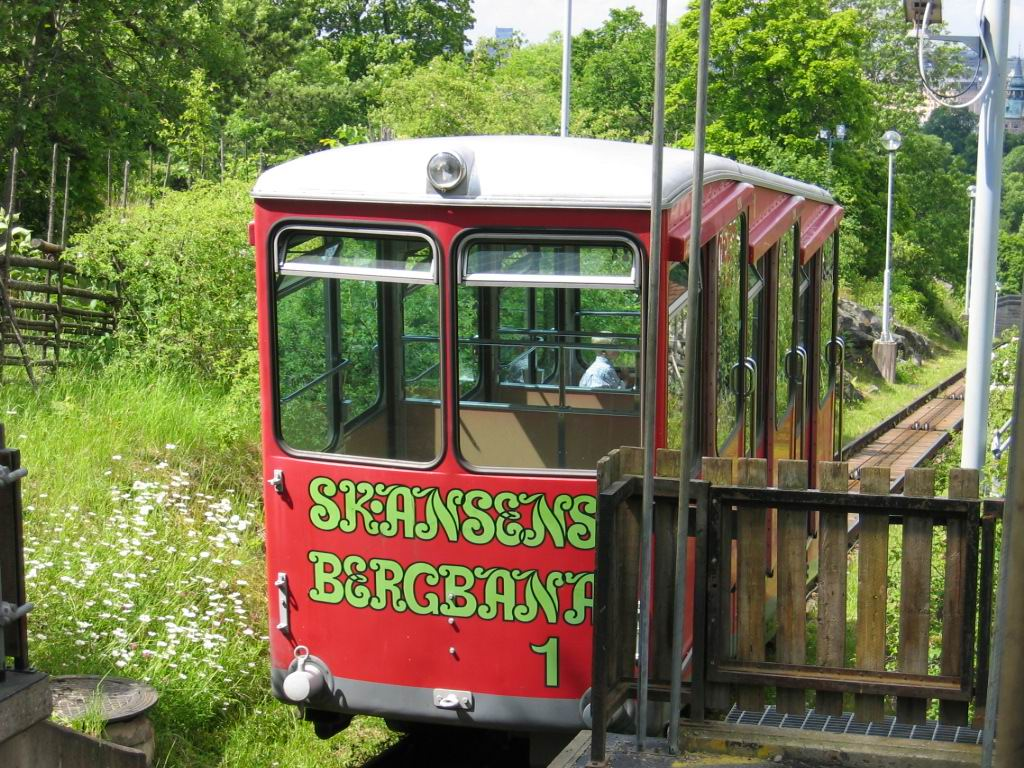
Skansens bergbana.
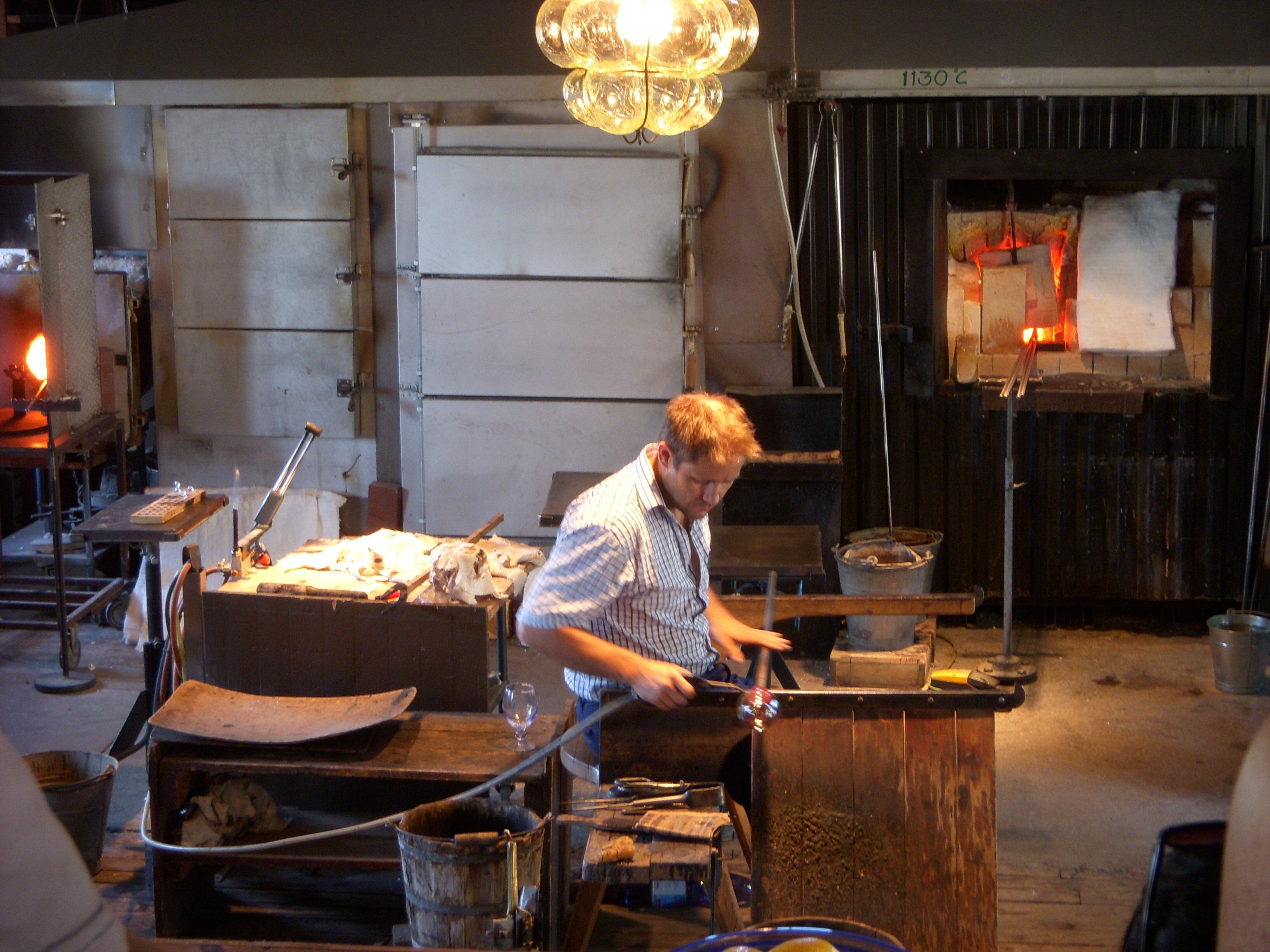
Stockholms glasbruk.
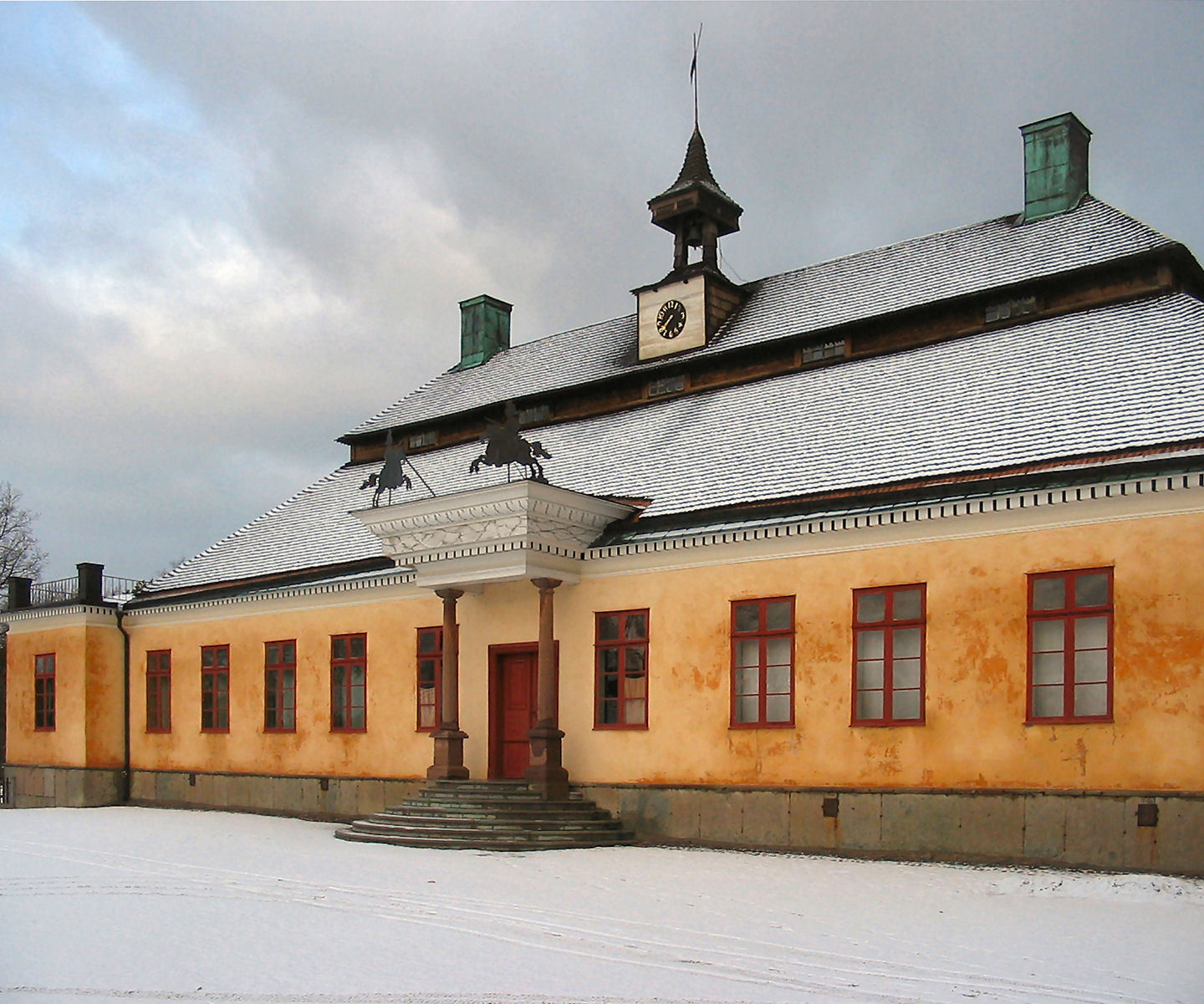
Skogaholms herrgård.
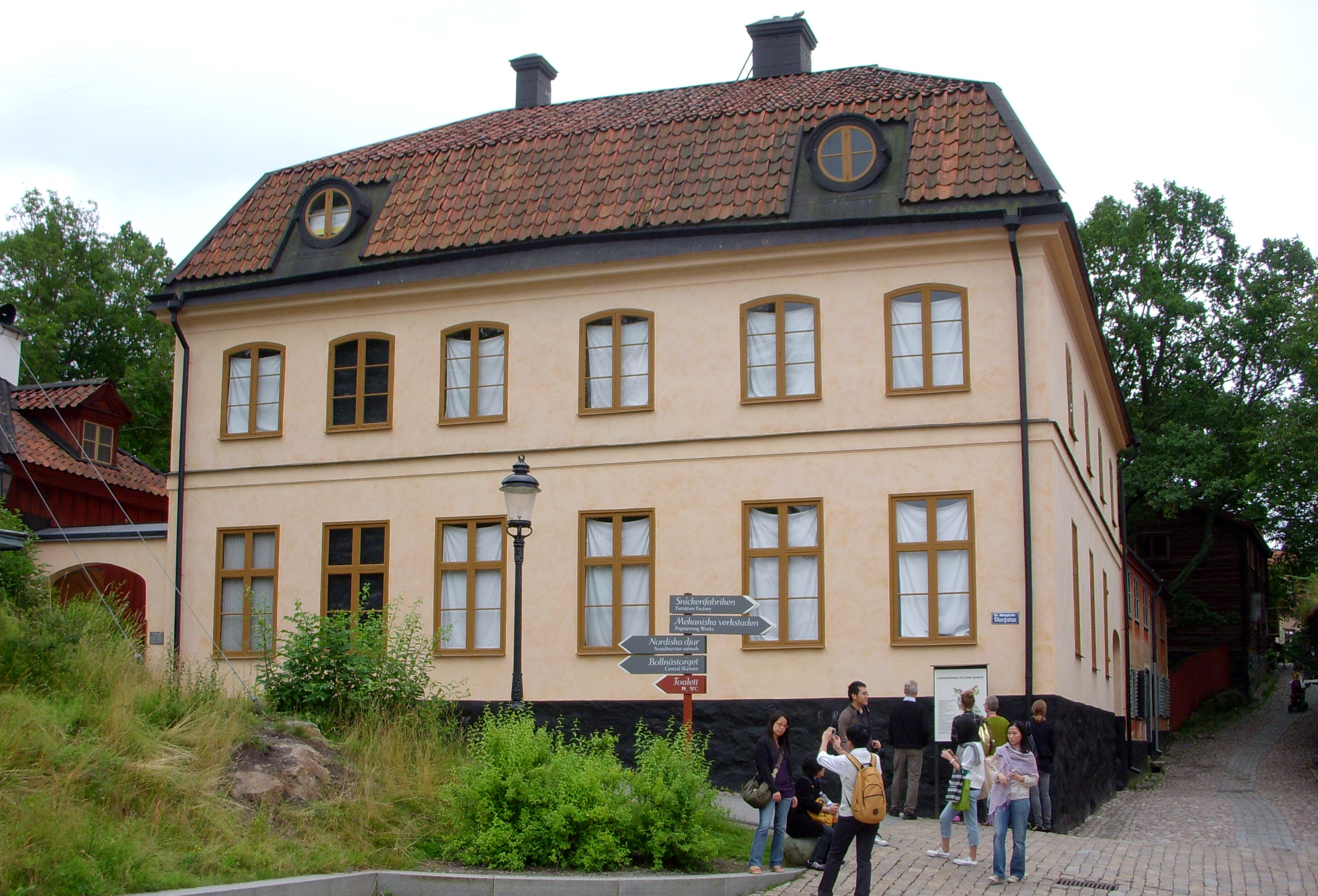
Tottieska malmgården.

## Betydelse

### Skansen som förebild
Skansen har inspirerat till ett antal utomhusmuseer för bevarande av gamla byggnader som ofta får namnet Skansen. Exempel är museet i Lublin, Polen, och Szentendre, Ungern.

### Högtidsfiranden på Skansen

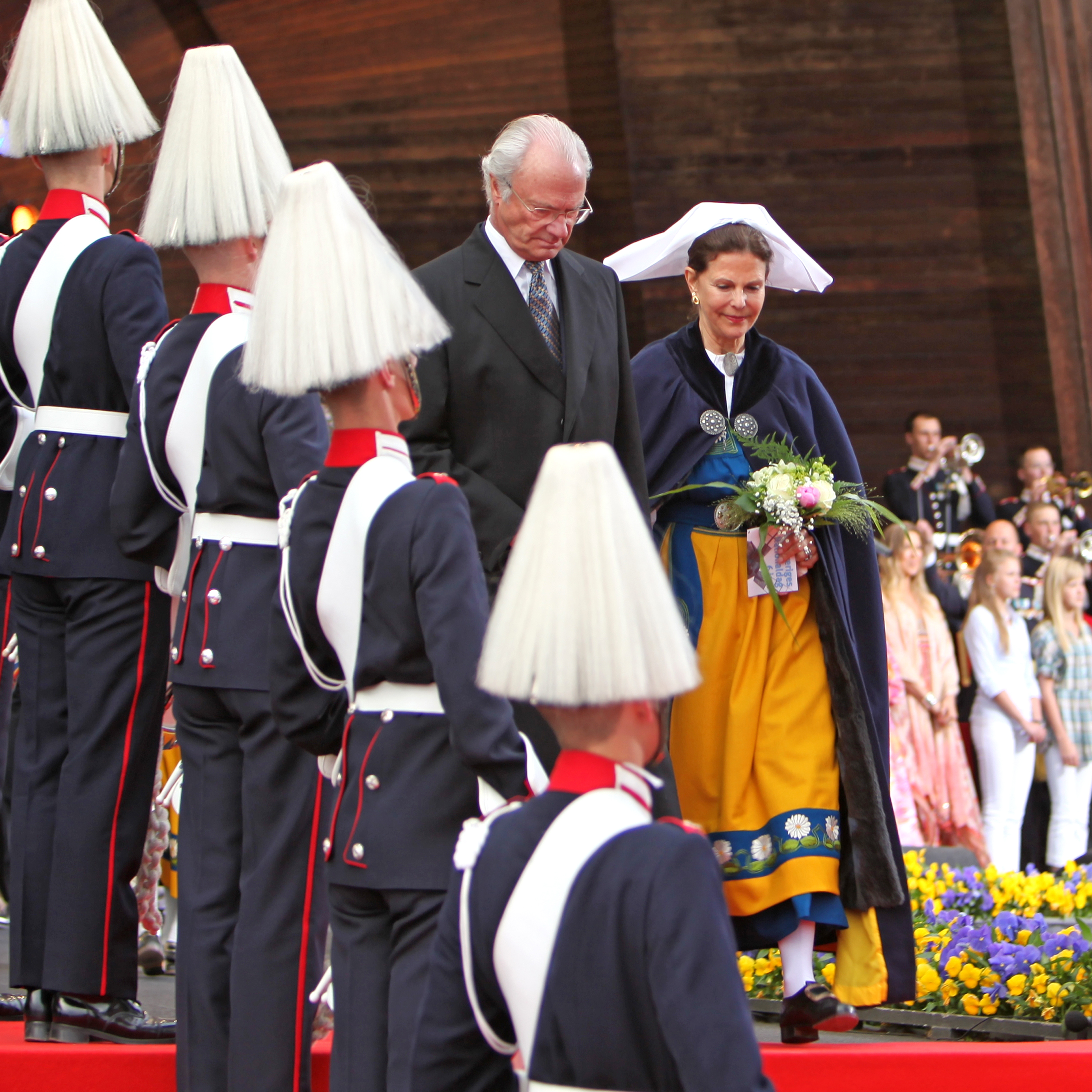
Nationaldagsfirande år 2009 med Kungen och Drottningen.

Varje nyårsafton direktsänder SVT uppläsningen av dikten Nyårsklockan vid tolvslaget i TV-programmet Tolvslaget på Skansen. Traditionen går tillbaka till 1895. En av de första talarna var Anders de Wahl som läste Nyårsklockorna första gången 1897 och sista gången 1945. Andra uppläsare har varit t.ex. Jan Malmsjö. För närvarande (2015) är det Malena Ernman som framför Nyårsklockorna.
Flera andra högtider, som Sveriges nationaldag, Midsommar och Lucia brukar uppmärksammas. Under adventstiden äger den årliga Skansens julmarknad rum. Julmarknaden anordnades första gången 1903 och är sedan dess en obruten tradition. Det var i Bollnässtugan, år 1893, som luciafirandet i Sverige på allvar återupptogs som en tradition som ansågs värd att bevara.
Ända sedan 1894 har Valborgsmässoafton firats på Skansen med programmet som består av studentsång, konserter, valborgsbål och vårtal. Se även Skansens vårtalare genom åren.

### Evenemang och besökare
Skansens besöksrekord är från år 1983 med 2,4 miljoner besökare. Under senare år har den TV-sända ”Allsång på Skansen” på Sollidenscenen varje vecka under sommarsäsongen dragit stor publik. År 2015 var det den mest välbesökta kulturmiljön med nästan 1,4 miljoner besök.

## Skansendirektörer genom tiderna

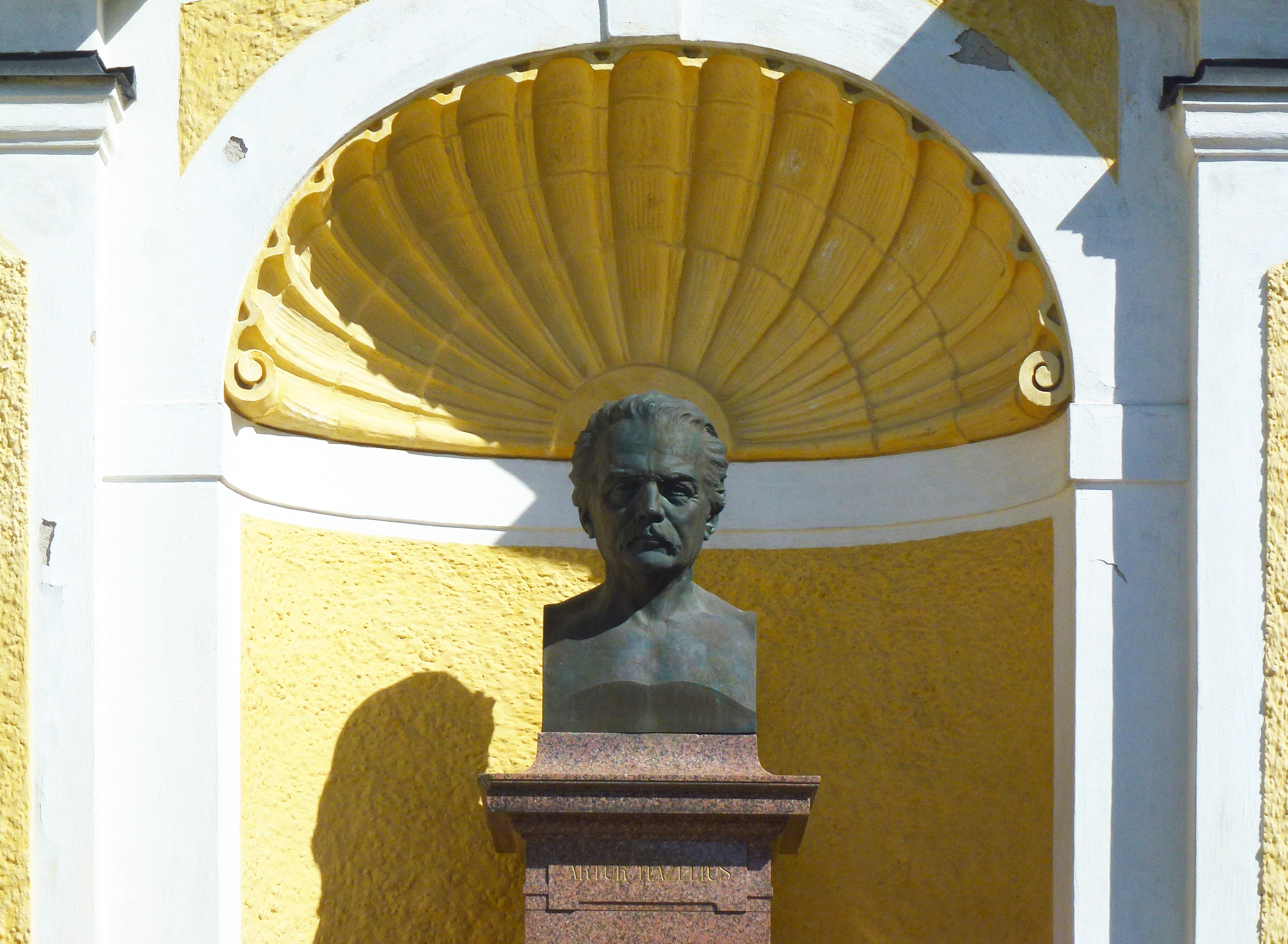
Artur Hazelius byst i brons, skapad av Johan Axel Wetterlund.

- 1891–1901 Artur Hazelius (1833–1901)
- 1901–1905 Gunnar Hazelius (1874–1905)
- 1905–1912 Bernhard Salin (1861–1931)
- 1913–1928 Gustaf Upmark d.y. (1875–1928)
- 1929–1955 Andreas Lindblom (1889–1977)
- 1956–1968 Gösta Berg (1903–1993)
- 1969–1982 Nils Erik Bæhrendtz (1916–2002)
- 1982–1992 Eva Nordenson (1925–2014)
- 1992–1994 Hans Alfredson (1931–2017)
- 1995–2005 Anna-Greta Leijon (1939-2024)
- 2005–2023 John Brattmyhr (född 1959)
- 2024–         Maria Groop Russel (född 1965)[21]